# Châteauneuf-sur-Loire
Pour les articles homonymes, voir Châteauneuf.
Châteauneuf-sur-Loire est une commune française située dans le département du Loiret, en région Centre-Val de Loire.
La commune est située dans le périmètre du Val de Loire inscrit au patrimoine mondial de l'UNESCO et constitue à elle seule l'unité urbaine de Châteauneuf-sur-Loire.

## Géographie

### Localisation
La commune de Châteauneuf-sur-Loire se trouve dans le centre du département du Loiret, dans la région agricole de l'Orléanais et l'aire urbaine d'Orléans. À vol d'oiseau, elle se situe à 23,9 km  d'Orléans, préfecture du département.
Les communes les plus proches sont : Saint-Martin-d'Abbat (3,5 km), Sigloy (3,5 km), Germigny-des-Prés (4 km), Ouvrouer-les-Champs (4,8 km), Saint-Denis-de-l'Hôtel (7,2 km), Jargeau (7,5 km), Saint-Aignan-des-Gués (7,8 km), Neuvy-en-Sullias (7,9 km), Tigy (8 km) et Guilly (8 km).

### Lieux-dits et écarts
La Charbonnière, les Six-Routes.

### Géologie et relief

#### Géologie
La commune se situe dans le sud du Bassin parisien, le plus grand des trois bassins sédimentaires français. Cette vaste dépression, occupée dans le passé par des mers peu profondes et des lacs, a été comblée, au fur et à mesure que son socle s’affaissait, par des sables et des argiles, issus de l’érosion des reliefs alentour, ainsi que des calcaires d’origine biologique, formant ainsi une succession de couches géologiques.
Les couches affleurantes sur le territoire communal sont constituées de formations superficielles du Quaternaire et de roches sédimentaires datant du Cénozoïque, l'ère géologique la plus récente sur l'échelle des temps géologiques, débutant il y a 66 millions d'années. La formation la plus ancienne est des marnes et calcaires de l'Orléanais remontant à l’époque Miocène de la période Néogène. La formation la plus récente est des dépôts anthropiques remontant à l’époque Holocène de la période Quaternaire. Le descriptif de ces couches est détaillé dans les feuilles « no 364 - Bellegarde-du-Loiret » et « no 399 - Châteauneuf-sur-Loire » de la carte géologique au 1/50 000ème du département du Loiret, et leurs notices associées,.

Carte géologique de la commune.

|  | X :  | dépôts anthropiques                                                                               |
|  | Fz : | alluvions récentes des lits mineurs, Holocène                                                     |
|  | FC : | alluvions et colluvions du fond des vallées secondaires, Holocène                                 |
|  | Fy : | alluvions récentes des levées et montilles de la Loire et des basses terrasses du Loing, Holocène |
|  | Fx : | alluvions de basse terrasse de la Loire, Pléistocène (Wurm), terrasse +5 m                        |
|  | Fw : | alluvions de haute terrasse de la Loire, Pléistocène (Riss), terrasse +10 -15 m                   |

|  | qN : | sables et galets éoliens, Quaternaire |

|  | m3-p1SASo : | sables et argiles de Sologne, Langhien supérieur à Pliocène inférieur |
|  | m2MSO :     | marnes et sables de l'Orléanais, Burdigalien                          |
|  | m2MCO :     | marnes et calcaires de l'Orléanais, Burdigalien                       |

#### Relief
La superficie cadastrale de la commune publiée par l’Insee, qui sert de référence dans toutes les statistiques, est de 40,01 km2,. La superficie géographique, issue de la BD Topo, composante du Référentiel à grande échelle produit par l'IGN, est quant à elle de 39,97 km2. Son relief est relativement plat puisque la dénivelée maximale atteint 31 mètres. L'altitude du territoire varie entre 100 m et 131 m.

### Climat
Pour des articles plus généraux, voir Climat du Centre-Val de Loire et Climat du Loiret.
En 2010, le climat de la commune est de type climat océanique dégradé des plaines du Centre et du Nord, selon une étude du CNRS s'appuyant sur une série de données couvrant la période 1971-2000. En 2020, Météo-France publie une typologie des climats de la France métropolitaine dans laquelle la commune est exposée à un climat océanique altéré et est dans la région climatique Moyenne vallée de la Loire, caractérisée par une bonne insolation (1 850 h/an) et un été peu pluvieux.
Pour la période 1971-2000, la température annuelle moyenne est de 11 °C, avec une amplitude thermique annuelle de 15,2 °C. Le cumul annuel moyen de précipitations est de 695 mm, avec 11 jours de précipitations en janvier et 7,3 jours en juillet. Pour la période 1991-2020, la température moyenne annuelle observée sur la station météorologique de Météo-France la plus proche, sur la commune de Saint-Benoît-sur-Loire à 9 km à vol d'oiseau, est de 12,0 °C et le cumul annuel moyen de précipitations est de 687,0 mm,. Pour l'avenir, les paramètres climatiques de la commune estimés pour 2050 selon différents scénarios d'émission de gaz à effet de serre sont consultables sur un site dédié publié par Météo-France en novembre 2022.
| Mois                                  | jan.           | fév.             | mars           | avril         | mai             | juin           | jui.           | août           | sep.           | oct.          | nov.             | déc.           | année     |
| ------------------------------------- | -------------- | ---------------- | -------------- | ------------- | --------------- | -------------- | -------------- | -------------- | -------------- | ------------- | ---------------- | -------------- | --------- |
| Température minimale moyenne (°C)     | 1,4            | 1                | 3,2            | 5             | 8,9             | 12,3           | 14             | 13,6           | 10,3           | 7,9           | 4,3              | 1,9            | 7         |
| Température moyenne (°C)              | 4,5            | 5                | 8,2            | 11            | 14,8            | 18,3           | 20,4           | 20,2           | 16,4           | 12,5          | 7,8              | 4,9            | 12        |
| Température maximale moyenne (°C)     | 7,5            | 9                | 13,3           | 16,9          | 20,8            | 24,3           | 26,8           | 26,8           | 22,4           | 17,2          | 11,3             | 7,9            | 17        |
| Record de froid (°C) date du record   | −19 17.01.1985 | −13,5 07.02.1991 | −11,8 01.03.05 | −4,6 04.04.22 | −1,5 10.05.1980 | 1,5 05.06.1991 | 4,5 04.07.1984 | 4,5 30.08.1993 | 1,5 09.09.1986 | −5,5 19.10.09 | −10,5 24.11.1998 | −16 31.12.1985 | −19 1985  |
| Record de chaleur (°C) date du record | 17,5 30.01.02  | 22,8 24.02.1990  | 26,6 31.03.21  | 29,8 21.04.18 | 34 28.05.17     | 39 18.06.22    | 42,9 25.07.19  | 42 10.08.03    | 36 09.09.23    | 30,4 02.10.23 | 23,3 07.11.15    | 19 16.12.1989  | 42,9 2019 |
| Précipitations (mm)                   | 55,4           | 51,3             | 47,3           | 54,8          | 70,4            | 49,8           | 56,3           | 49,2           | 52,5           | 62,2          | 68,1             | 69,7           | 687       |

### Milieux naturels et biodiversité

#### Sites Natura 2000
Le réseau Natura 2000 est un réseau écologique européen de sites naturels d’intérêt écologique élaboré à partir des Directives «Habitats » et «Oiseaux ». Ce réseau est constitué de Zones Spéciales de Conservation (ZSC) et de Zones de Protection Spéciale (ZPS). Dans les zones de ce réseau, les États Membres s'engagent à maintenir dans un état de conservation favorable les types d'habitats et d'espèces concernés, par le biais de mesures réglementaires, administratives ou contractuelles. L'objectif est de promouvoir une gestion adaptée des habitats tout en tenant compte des exigences économiques, sociales et culturelles, ainsi que des particularités régionales et locales de chaque État Membre. les activités humaines ne sont pas interdites, dès lors que celles-ci ne remettent pas en cause significativement l’état de conservation favorable des habitats et des espèces concernés,.
Les sites Natura 2000 présents sur le territoire communal de Châteauneuf-sur-Loire sont au nombre de trois.

##### Sites d'importance communautaire (Directive "Habitats")
| Numéro    | Type | Nom                                                 | Arrêté                   | Document d’objectifs   | Localisation              |
| --------- | ---- | --------------------------------------------------- | ------------------------ | ---------------------- | ------------------------- |
| FR2400528 | SIC  | Vallée de la Loire de Tavers à Belleville-sur-Loire | Arrêté du 13 avril 2007. | Validé le 10 juin 2005 | Frange sud de la commune. |

Le site de la « Vallée de la Loire de Tavers à Belleville-sur-Loire », d'une superficie de 7 120 ha, concerne 51 communes. La délimitation de ce site Natura 2000 est très proche de celle correspondant à la Directive Oiseaux. L'intérêt majeur du site repose sur les milieux ligériens liés à la dynamique du fleuve, qui hébergent de nombreuses espèces citées en annexe II de la directive Habitats.

##### Zones de protection spéciale (Directive "Oiseaux")
| Numéro    | Type | Nom                          | Arrêté                      | Document d’objectifs   | Localisation                                                                                                 |
| --------- | ---- | ---------------------------- | --------------------------- | ---------------------- | --- |
| FR2410018 | ZPS  | Forêt d’Orléans              | Arrêté du 23 décembre 2003. | Validé le 10 juin 2005 | Dans la partie nord-est de la commune, en limite des communes de Vitry-aux-Loges et de Saint-Martin-d'Abbat. |
| FR2410017 | ZPS  | Vallée de la Loire du Loiret | Arrêté du 4 mai 2007.       |                        | Frange sud de la commune.                                                                                    |

Le site de la « forêt d'Orléans » s'étend du nord-est de l'agglomération orléanaise jusqu'aux portes de Gien, suivant un arc de cercle d'une soixantaine de kilomètres de long et d'une largeur variant de 2 à 15 km environ. Cet ensemble forestier quasi continu est majoritairement domanial. La forêt domaniale est constituée de trois massifs distincts, de l'ouest vers l'est, les massifs d'Orléans, Ingrannes et Lorris (communément considéré en deux sous-massifs : Lorris-Châteauneuf et Lorris-Châteauneuf-sur-Loire), en périphérie desquels se trouvent d'autres parcelles forestières. La surface globale des trois massifs domaniaux est de 34 500 hectares. D'une surface totale de 32 177 ha, le site est constitué de deux grandes entités couvrant la presque intégralité des massifs forestiers domaniaux d'Ingrannes et de Lorris. Ces deux grandes entités englobent également d'autres parcelles forestières, ainsi que des étangs, en périphérie, de même que la grande « clairière » de Sully-la-Chapelle, Ingrannes et Seichebrières incluse dans le massif d'Ingrannes. Ce site présente un grand intérêt ornithologique notamment avec la nidification du balbuzard pêcheur, de l'aigle botté, du circaète Jean-le-Blanc, de la bondrée apivore, du busard Saint-Martin, de l'engoulevent d'Europe, des pics noir, mar et cendré, de l'alouette lulu et de la fauvette pitchou. Les étangs constituent par ailleurs des sites d'étape migratoire importants pour différentes espèces.

Sélection de représentants de l'avifaune de la zone Natura 2000 « Forêt d'Orléans ».
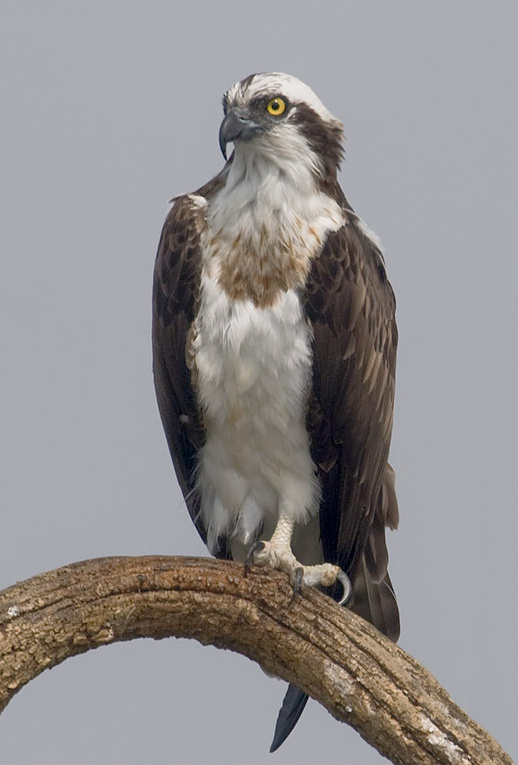
Balbuzard pêcheur
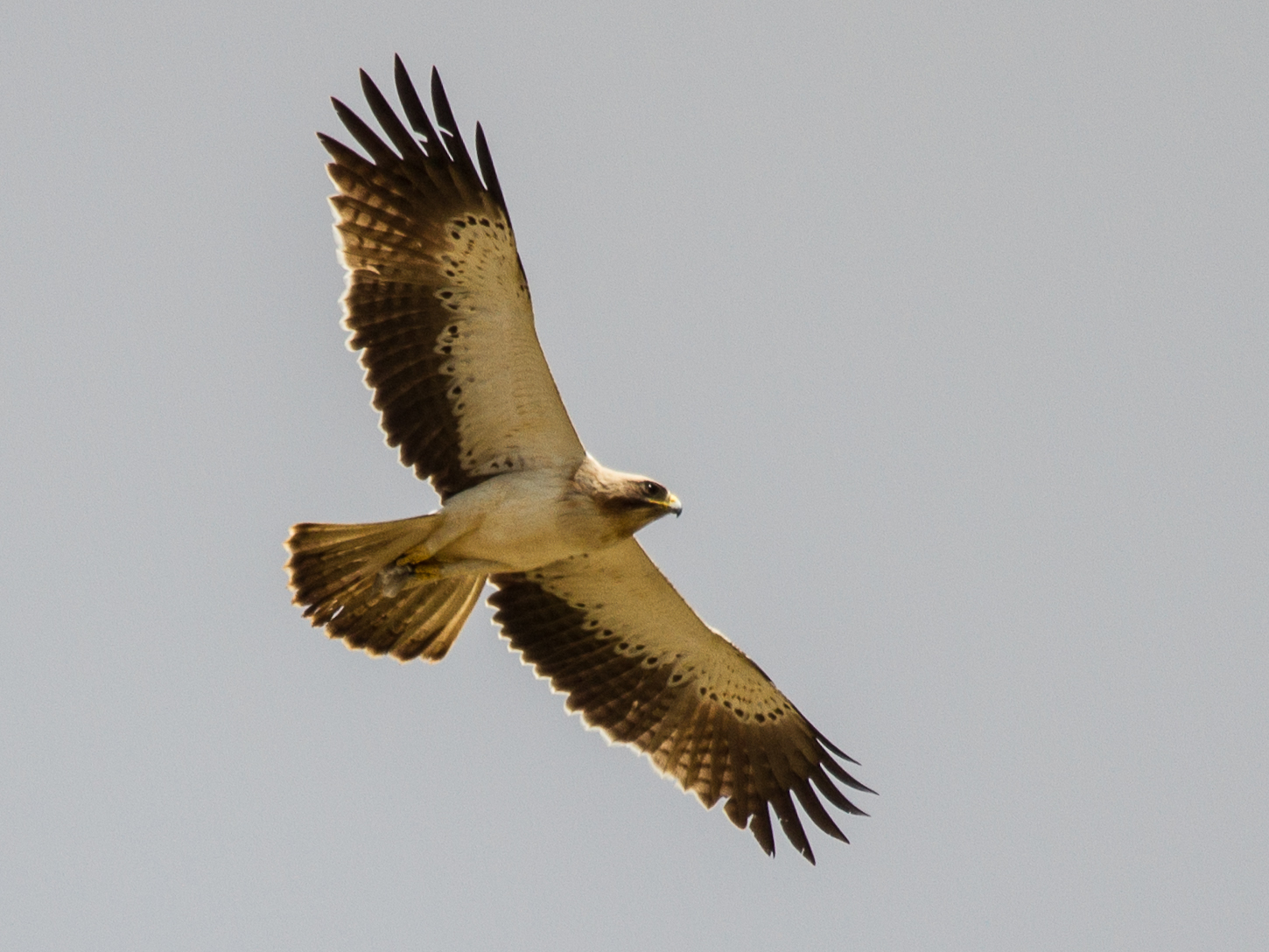
Aigle botté en vol
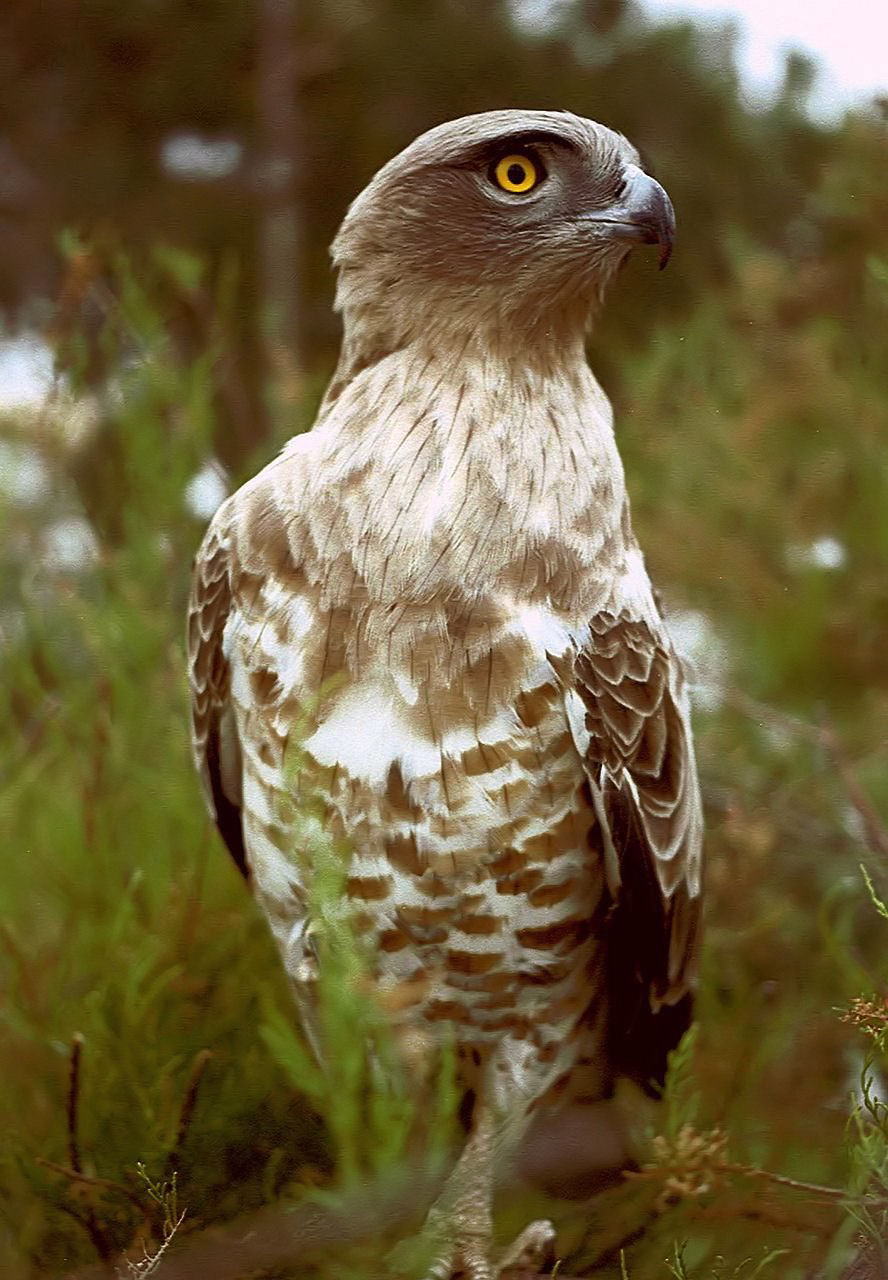
Circaète Jean-le-Blanc
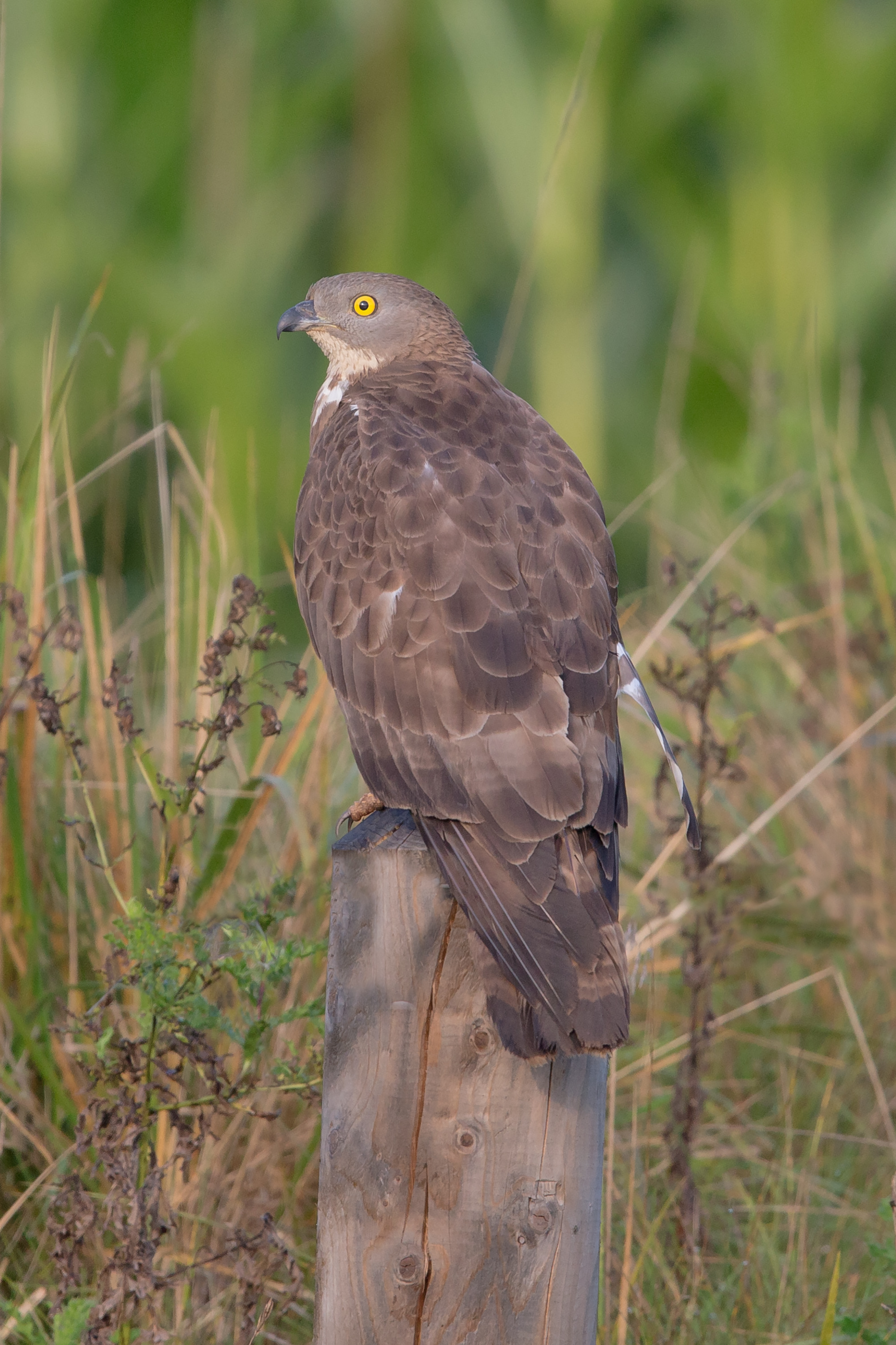
Bondrée apivore
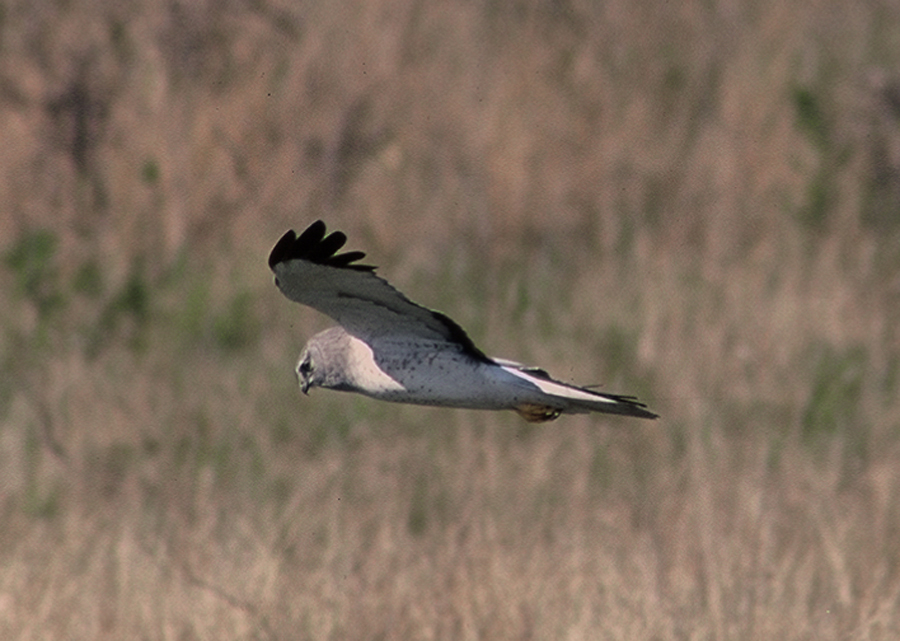
Busard Saint-Martin
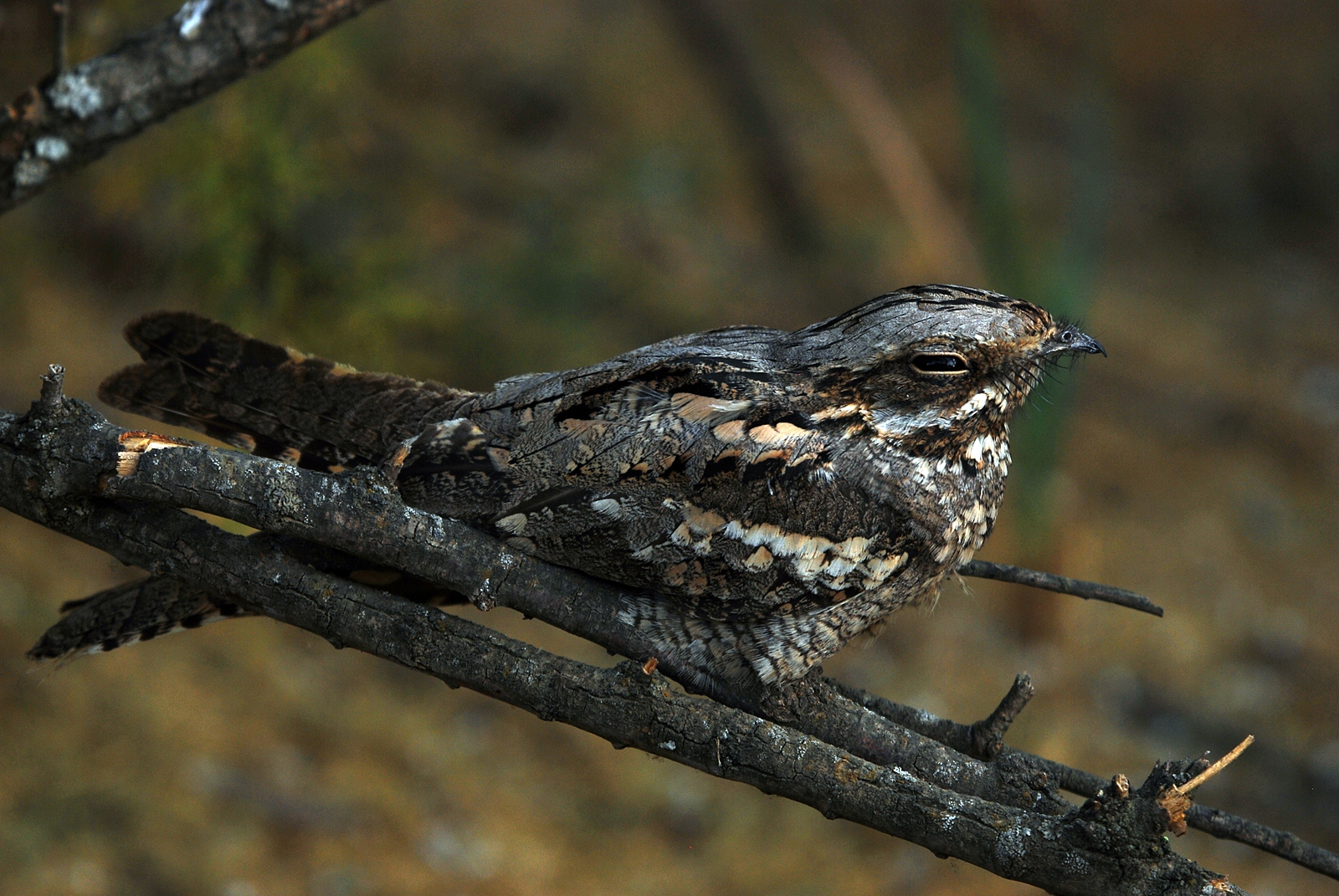
Engoulevent d'Europe
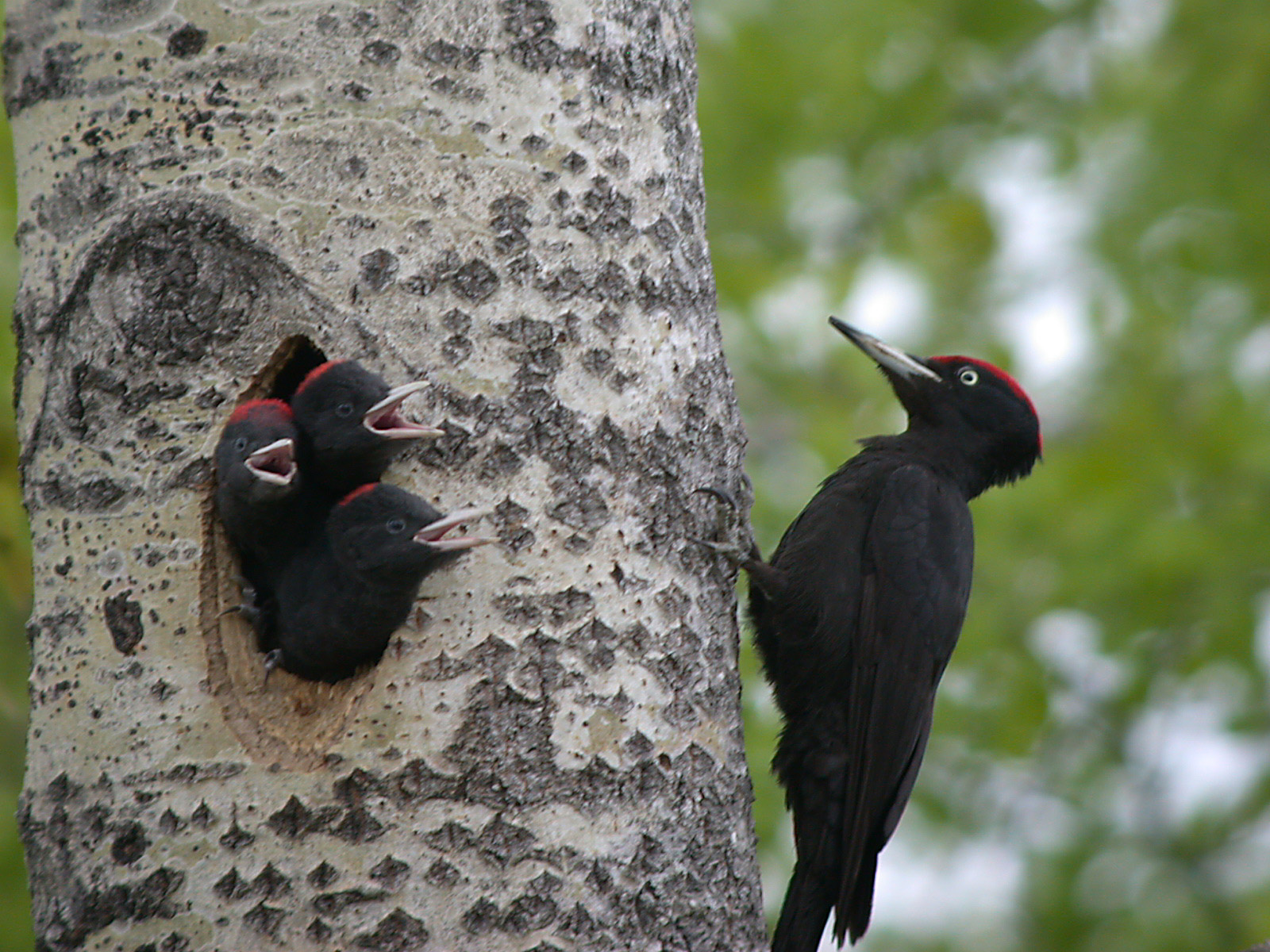
Pic noir

Le site de la « Vallée de la Loire du Loiret » s'étend sur 7 684 ha et concerne la vallée de la Loire dans le Loiret. Cette ZPS se poursuit en amont et en aval sur les départements voisins. L'intérêt majeur du site repose sur les milieux et les espèces ligériens liés à la dynamique du fleuve. Ces milieux hébergent de nombreuses espèces citées en annexe I de la directive Oiseaux. Le site est caractérisé par la présence de colonies nicheuses de sternes naine et pierregarin et de mouette mélanocéphale. Des sites de pêche du Balbuzard pêcheur sont également présents. Le site est également lieu de reproduction du bihoreau gris, de l'aigrette garzette, de la bondrée apivore, du milan noir, de l'œdicnème criard, du martin-pêcheur, du pic noir, de la pie-grièche écorcheur.

Sélection de représentants de l'avifaune de la zone Natura 2000 « Vallée de la Loire du Loiret ».
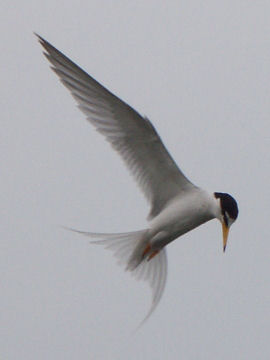
Sterne naine
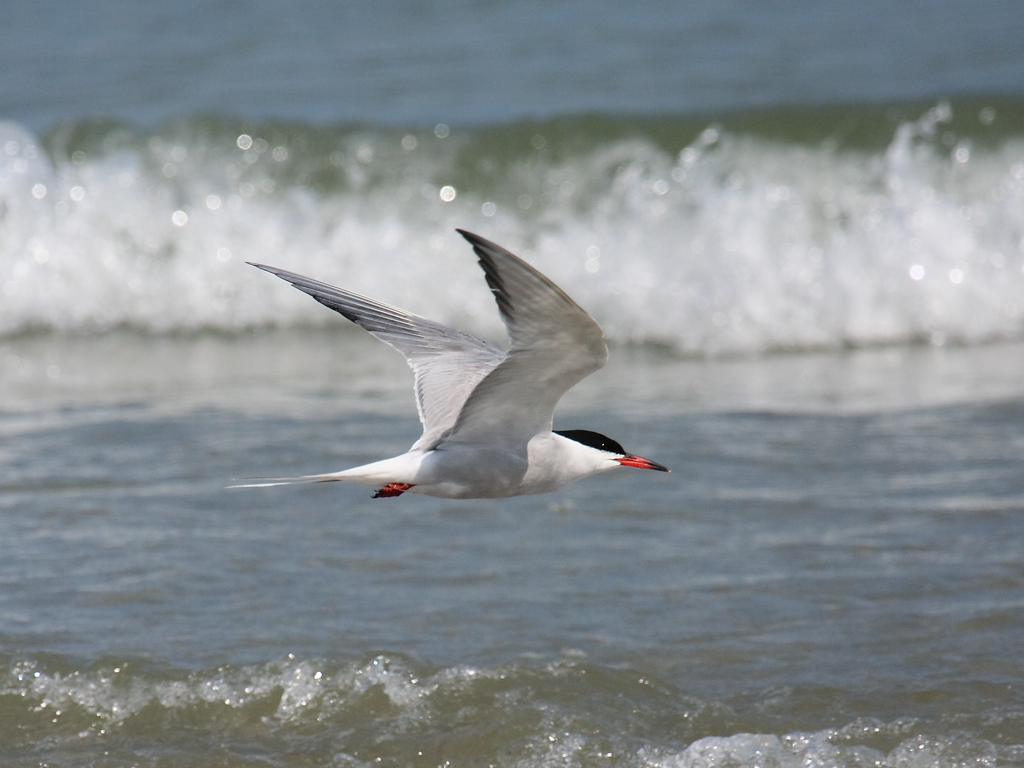
Sterne pierregarin
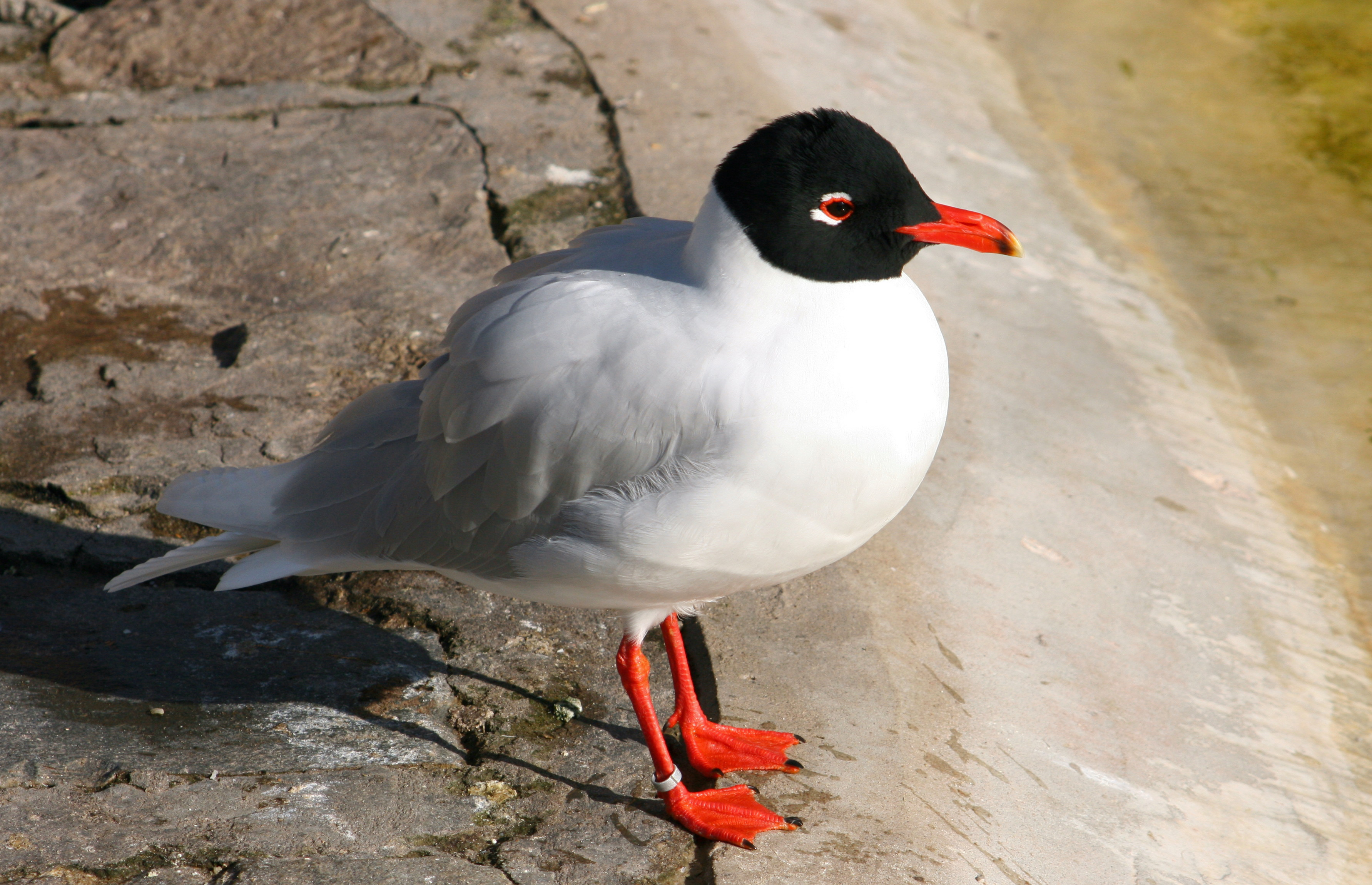
Mouette mélanocéphale
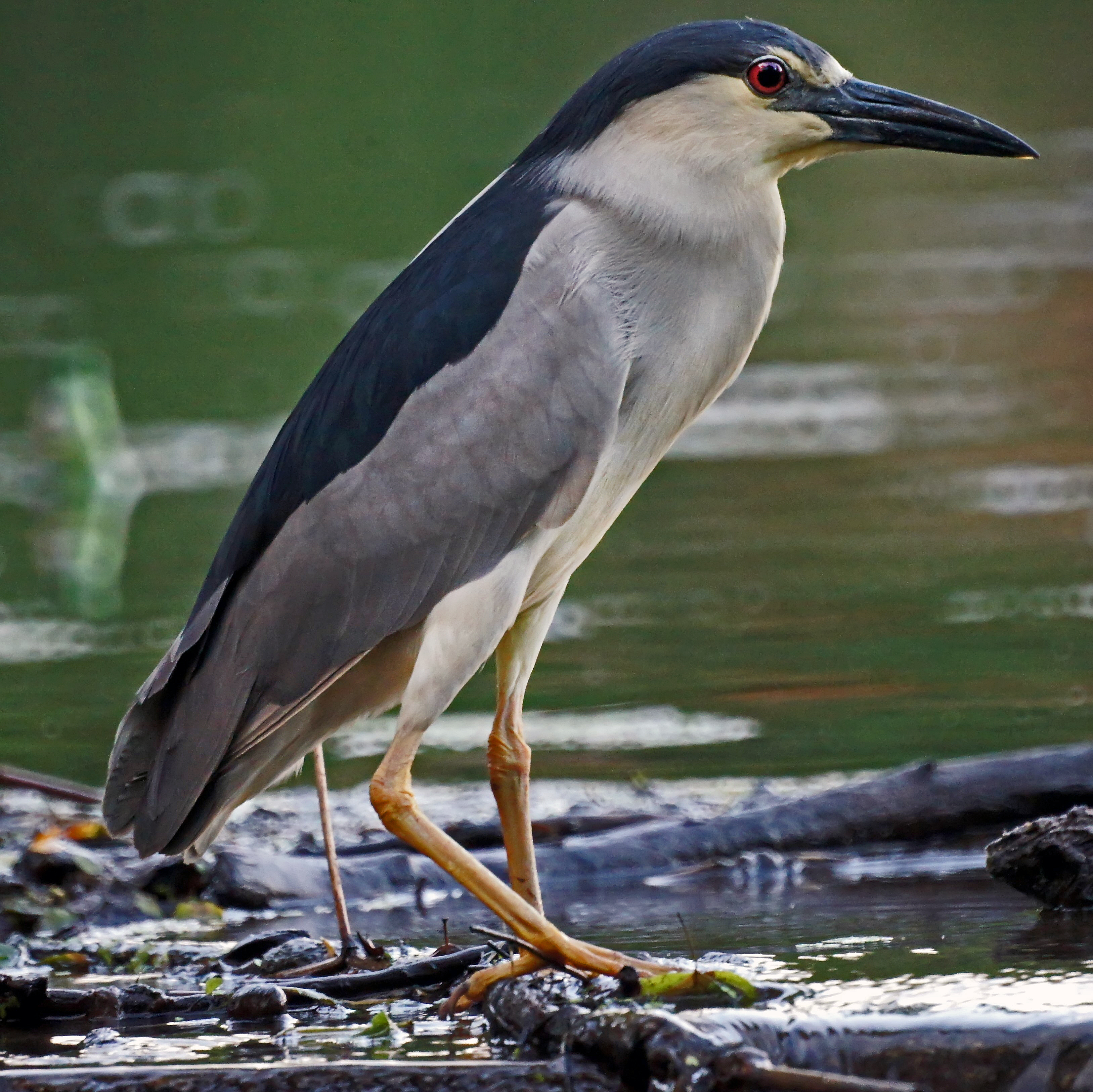
Bihoreau gris
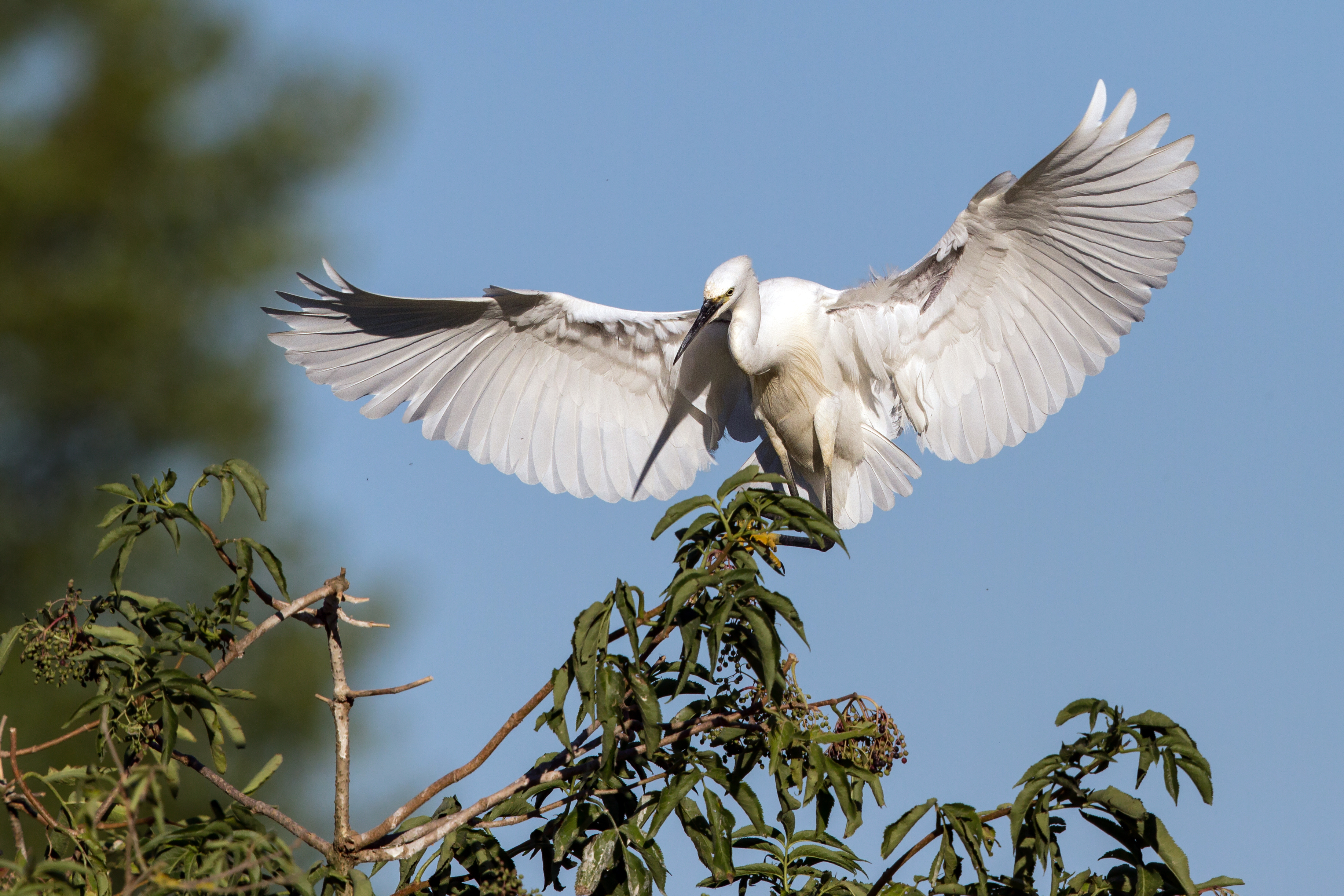
Aigrette garzette
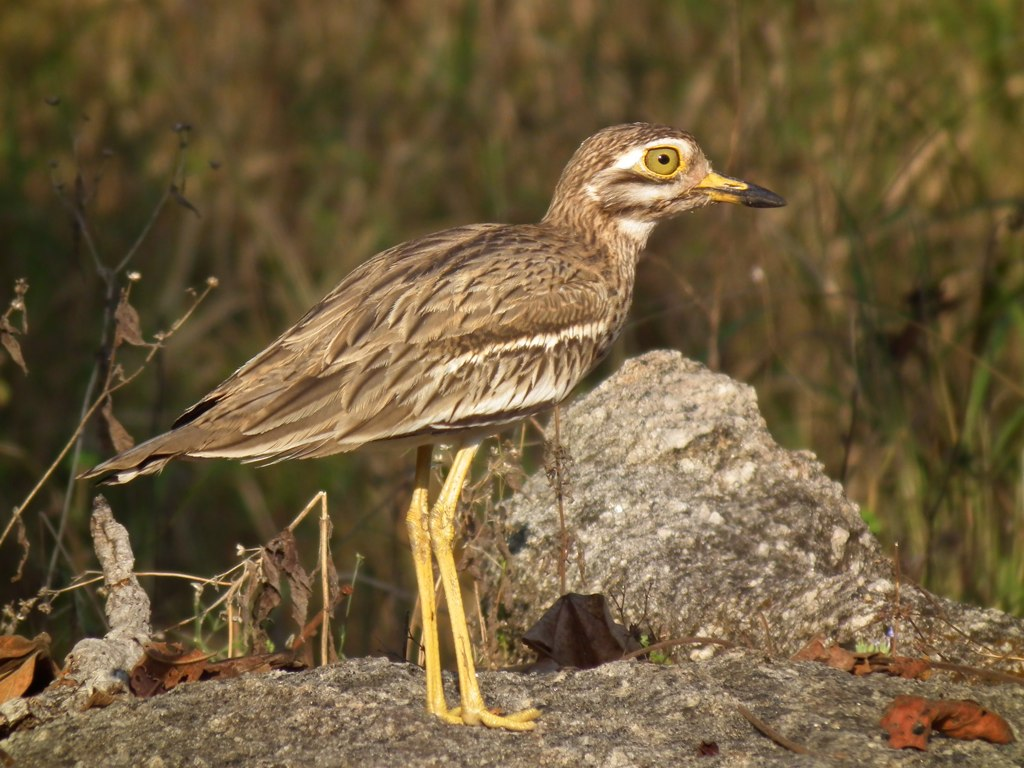
Œdicnème criard
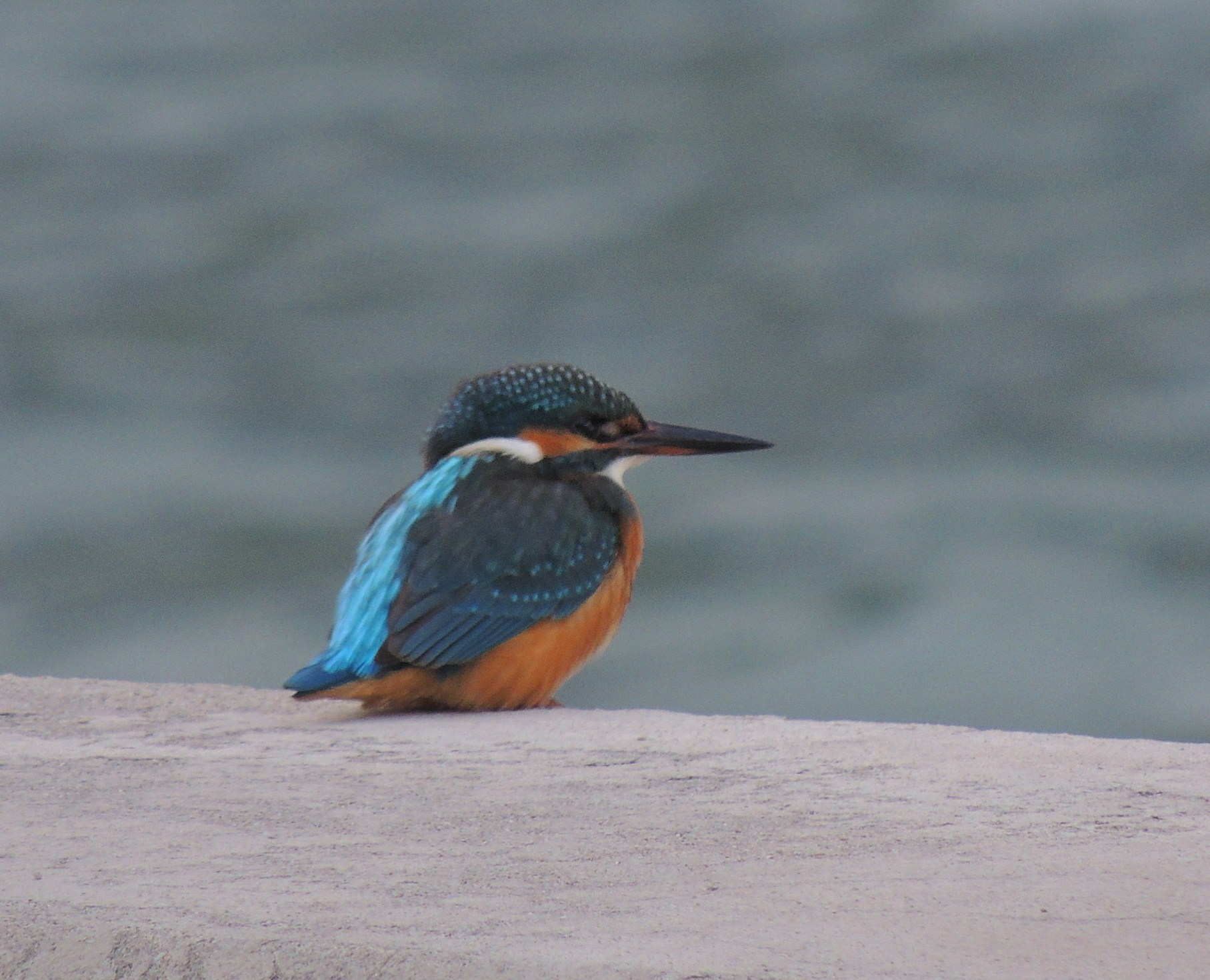
Martin-pêcheur d'Europe

#### Zones naturelles d'intérêt écologique, faunistique et floristique
Différents zonages d’identification de la richesse patrimoniale naturelle sont présents sur la commune de Châteauneuf-sur-Loire. Ces périmètres s’intersectent ou se superposent, et notamment vis-à-vis des sites Natura 2000, appuyant ainsi l’intérêt biologique, écologique ou encore paysager des sites concernés. L’inventaire des zones naturelles d'intérêt écologique, faunistique et floristique (ZNIEFF) a pour objectif de réaliser une couverture des zones les plus intéressantes sur le plan écologique, essentiellement dans la perspective d’améliorer la connaissance du patrimoine naturel national et de fournir aux différents décideurs un outil d’aide à la prise en compte de l’environnement dans l’aménagement du territoire. Le territoire communal de Châteauneuf-sur-Loire comprend quatre ZNIEFF.
| Désignation                               | Type   | Superficie        | Description | Carte |
| ----------------------------------------- | ------ | ----------------- | --- | ----- |
| « Mare de la Belette (massif de Lorris) » | type 1 | 0,15 hectare      | Cette mare se situe dans la forêt domaniale d'Orléans (massif de Lorris), dans le bassin versant du ruisseau de Lanche au sein de la parcelle 597, à un peu plus de 7 km au nord-ouest de Châteauneuf-sur-Loire. Son altitude est de 125 m. Il s'agit d'un point d'eau restauré par l'Office National des Forêts, qui abrite une végétation de « tourbière de transition » avec du trèfle d'eau (menyanthes trifoliata), de la potentille des marais (potentilla palustris) et carex lasiocarpa. |       |
| « Héronnière et île de Courpain »         | type 1 | 64,52 hectares    | La zone concerne quatre communes : Châteauneuf-sur-Loire, Jargeau, Ouvrouer-les-Champs et Saint-Denis-de-l'Hôtel. Son altitude varie entre 104 et 106 m. L'ensemble correspond en rive Sud à des boisements évolués (vieux boisements de bois durs mêlés de Pins maritimes, déprises agricoles boisées) et en Loire au territoire d'une famille de castors. L'île, typique de la Loire moyenne par ses habitats, est reliée à la rive Sud. À l'origine, cette ZNIEFF a été décrite au titre d'une héronnière (Ardea cinerea) toujours présente. Soupçonnée depuis plusieurs années, la reproduction de l'aigrette garzette au sein de cette colonie a été prouvée en 2003. C'est l'un des sites les plus caractéristiques de la reproduction de Castor fiber dans le Loiret. |       |
| « Massif forestier d'Orléans »            | type 2 | 36 086 hectares   | La zone s'étend sur 37 communes, dont Châteauneuf-sur-Loire, et se superpose pour la commune à la zone Natura 2000 de même nom. Son altitude varie entre 126 et 174 m. La forêt d'Orléans repose pour l'essentiel sur des terrains de nature comparable à celle des terrains de la Sologne (Burdigalien) épandus sur le coteau de Beauce. Les formations végétales sont donc plutôt acidoclines à acidiphiles avec des secteurs secs et d'autres très humides. L'intérêt dépasse les contours complexes du massif domanial et s'étend également aux lisières et enclaves privées qui le prolongent. |       |
| « La Loire orléanaise »                   | type 2 | 5 458,77 hectares | La zone s'étend sur 41 communes, dont 39 dans le Loiret. Elle correspond à la boucle septentrionale du fleuve. Son altitude varie entre 80 et 135 m. Elle se caractérise par un lit mineur largement occupé par des îles et grèves sableuses. Ces milieux soumis au marnage annuel recèlent de multiples habitats plus ou moins temporaires. C'est pratiquement la seule section qui présente des méandres. On observe, sur les basses terrasses, quelques formations sablo-calcaires. |       |

## Toponymie
Selon l'érudit archiviste Jacques Soyer, l'appellation latine "castrum novum" remonte à l'Antiquité.
En 1260, un arrêt du parlement de Paris mentionne encore magnum cheminum qui vadit de Lorriaco usque ad Castrum novum soit "le grand chemin de Lorris à Châteauneuf" qui correspond au "chemin des Bourguignons" pour sa partie centrale en amont, entre Lorris (Lorriacus)  et Nogent-sur-Vernisson, ou mieux au "chemin du sel" parce que le sel transporté, provenant du Croisic ou de Bourg-de-Batz, était débarqué au port de Châteauneuf (Castrum novum) après une lente remontée de la Loire.
La voie antique plus haut évoquée d'Orléans (Orelianis ou civitas Aurelianorum) à Auxerre (Autessiodurum) par la Mi-voie (Media via) et Nogent-sur-Vernisson, dont les premières lieues se confondaient avec celle de la voie d'Orléans à Autun (Augustodunum) en passant par Castrum novum super Ligerim (notre actuel Châteauneuf) a été ensuite abandonnée, pour longer la rive droite de la Loire jusqu'à Briare (soit une voie moins direct toujours en direction d'Autun comme le trajet des voiture publique au XIXe siècle), pour enfin gagner Saint-Fargeau, Saint-Sauveur-en-Puisaye et Ouanne.
Il reste à mentionner que l'appellation Châteauneuf a fleuri de la Bretagne à la Provence notamment au XIIIe siècle suprêmement français par sa noble civilisation. Proposer l'installation d'un nouveau château au XIIe siècle ou la réfection aux normes défensives d'un ancien château au XIIIe siècle semble redondant. Il suffisait de maintenir la dénomination ancienne bien connue des clercs ou administrateurs savants. Gardons simplement en mémoire que la remontée de la Loire était déjà une antique route du sel, d'où la présence à Châteauneuf d'un grenier à sel, encore à l'époque moderne.

## Histoire
Le gros bourg de Châteauneuf s'est développé en tant que lieu d'échanges et halte sur la route fluviale de la Loire. La bourgade est incluse dans le domaine royal dès les premières décennies des Capétiens et semble active depuis au moins le haut Moyen Âge. Le roi Henri Ier y fonde une forteresse ou castellum au milieu du XIe siècle – ce qui explique le nom de la localité.
L'écrivain Maurice Genevoix (1890-1980) a vécu à Châteauneuf l'essentiel de la première partie de sa vie, de sa prime jeunesse pratiquement jusqu'à l'aube de sa quarantaine. Comme il le confesse à la fin de sa vie, il n'a jamais perdu de vue la tour carrée de l'église, le "clocher dardé au-dessus des abats-son", pointant au bout de la grand'rue et dominant la houle des toits de la bourgade. Et de mentionner les deux rues principales, la Grand'rue montant vers l'église et la rue Saint-Nicolas rejoignant le port des anciens bateliers de Loire, ainsi que les six quartiers de ce chef-lieu de canton de trois à quatre mille âmes avec une population bigarrée à la Belle Époque, composée de vignerons et de pêcheurs, d'artisans et de marchands, de notables comprenant un sénateur maire et un curé, de gendarmes et d'instituteurs, sans oublier les pauvres et pauvresses, survivants tant bien que mal grâce au fleuve pourvoyeur dans des masures au voisinage du port, ou le vieux "cuirassier de Reichshoffen", remémorant ses souvenirs de belle charge à cheval. Le bourg fragmenté et traversé par de multiples Petits Sentiers, provenant du Mont-des-Prêtres, présenté en tumulus préhistorique altéré par l'érosion, à l'est et se perdant dans un dédale de ruelles ou de chemins en arrière des cours ou des jardinets, se segmentait en six quartiers : La Bonne-Dame, le Coteau, la Croix-de-Pierre, le Petit-Hameau, le Pissason et le Port. La pauvreté était au voisinage du port cachée par les hautes façades des maisons des rues et, dixit Maurice Genevoix, résignée et silencieuse, et la surmortalité évidente par la tuberculose des jeunes et des adultes, les pneumonies des vieillards dans les taudis souvent sans feu. La solidarité du bourg ne se dévoilait qu'en hiver à Noël avec quelques cadeaux ou fournitures alimentaires aux familles démunies. La nourriture tirée des jardins du bourg, remplis de laitues et de fraisiers, était souvent pour les familles les plus modestes en bonne saison à base de mâche et de pissenlits, les champignons provenaient des jachères, la collecte des grandes feuilles de platanes mise en chapelets et vendue aux fromagers fournissaient quelques sous. Le "pêcheur de grenouilles", dans les mares forestières ou les laisses du fleuve, était un personnage de cette 'cour des Miracles".
Son grand-père maternel, Florimond Balichon puis son oncle ont tenu au coin de la rue Saint-Nicolas et de la Grand'rue un magasin de gros ou de négoce en épicerie et mercerie, ravitaillant de petites succursales des environs du Val, de la Sologne ou de la "forêt sans rive", dont les bâtiments et hangars, greniers et écurie, quais, cours ou caves ont imprégné son enfance. Ses premiers souvenirs dès 22 mois sont autant associés au chemin menant à l'asile, ancêtre de l'école maternelle, aux récitations et dessins des régentes et auxiliaires, les demoiselles Grégoire d'abord puis Octavie et Suzanne ensuite, qu'à la vie trépidante et plus sonore du magasin, des comptables Charles et Moïse vérifiant les livraisons à effectuer aux commis préposés à l'épicerie tel Jules ou Mademoiselle Louise la responsable de la mercerie, aux "hommes" bien nommés, les charretiers-livreurs menant de bonne heure les voitures chargés de sacs, caisses, casiers à bouteilles, tonneaux, pains de sucres drapés de papier bleu protecteur, balais, bougies etc. tirés par des attelages de percherons, à savoir Hubert, Michel, Blondeau, Paturage, mais aussi Davron, Edouard, Gustave, les trois derniers cités également tonneliers. Son oncle, le docteur Léonce Brunet, époux de Marguerite Genevoix, une des sœurs de son père Gabriel, est mort prématurément en 1896, il était alors maire de la commune.
En 1903 la petite ville dispose d'une usine électrique, sise sur le fleuve. Maurice Genevoix situe la fin de ce vieux monde, durant l'entre-deux-guerres, le point de rupture étant celui la déflagration de la grande guerre et de sa déclaration du 2 août 1914. L'adulte meurtri par la guerre ne retrouva plus dans ce monde rural en mutation, le charme de ballades à vélos d'avant guerre, ni la saveur des pêches de vigne offertes, ni le goût du lait des petites fermes éparses. Notons que les vignes du val étaient arrachés dans le Val dès les années vingt, non sans aide à abandonner l'activité viticole jugée pléthorique.
Entre le 29 janvier et le 8 février 1939, plus de 2 800 réfugiés espagnols fuyant l'effondrement de la république espagnole devant les troupes de Franco, arrivent dans le Loiret. Devant l'insuffisance des structures d'accueil d’Orléans, 46 centres d’accueil ruraux sont ouverts, dont un à Châteauneuf-sur-Loire. Les réfugiés, essentiellement des femmes et des enfants (les hommes sont désarmés et retenus dans le Sud de la France), sont soumis à une quarantaine stricte, vaccinés, le courrier est limité, et le ravitaillement, s'il est peu varié et cuisiné à la française, est cependant assuré. Une partie des réfugiés rentrent en Espagne, incités par le gouvernement français qui facilite les conditions du retour, ceux préférant rester sont regroupés au camp de la verrerie des Aydes, à Fleury-les-Aubrais.

## Urbanisme

### Typologie
Au 1er janvier 2024, Châteauneuf-sur-Loire est catégorisée petite ville, selon la nouvelle grille communale de densité à sept niveaux définie par l'Insee en 2022.
Elle appartient à l'unité urbaine de Châteauneuf-sur-Loire, une agglomération intra-départementale regroupant deux  communes, dont elle est ville-centre,,. Par ailleurs la commune fait partie de l'aire d'attraction d'Orléans, dont elle est une commune de la couronne,. Cette aire, qui regroupe 136 communes, est catégorisée dans les aires de 200 000 à moins de 700 000 habitants,.

### Occupation des sols
L'occupation des sols de la commune, telle qu'elle ressort de la base de données européenne d’occupation biophysique des sols Corine Land Cover (CLC), est marquée par l'importance des forêts et milieux semi-naturels (52,3 % en 2018), en augmentation par rapport à 1990 (49,8 %). La répartition détaillée en 2018 est la suivante :
forêts (50,7 %), terres arables (15,6 %), zones urbanisées (9,8 %), zones agricoles hétérogènes (8 %), prairies (7,8 %), zones industrielles ou commerciales et réseaux de communication (2,8 %), eaux continentales (2,8 %), milieux à végétation arbustive et/ou herbacée (1,6 %), mines, décharges et chantiers (0,8 %).
L’évolution de l’occupation des sols de la commune et de ses infrastructures peut être observée sur les différentes représentations cartographiques du territoire : la carte de Cassini (XVIIIe siècle), la carte d'état-major (1820-1866) et les cartes ou photos aériennes de l'IGN pour la période actuelle (1950 à aujourd'hui).

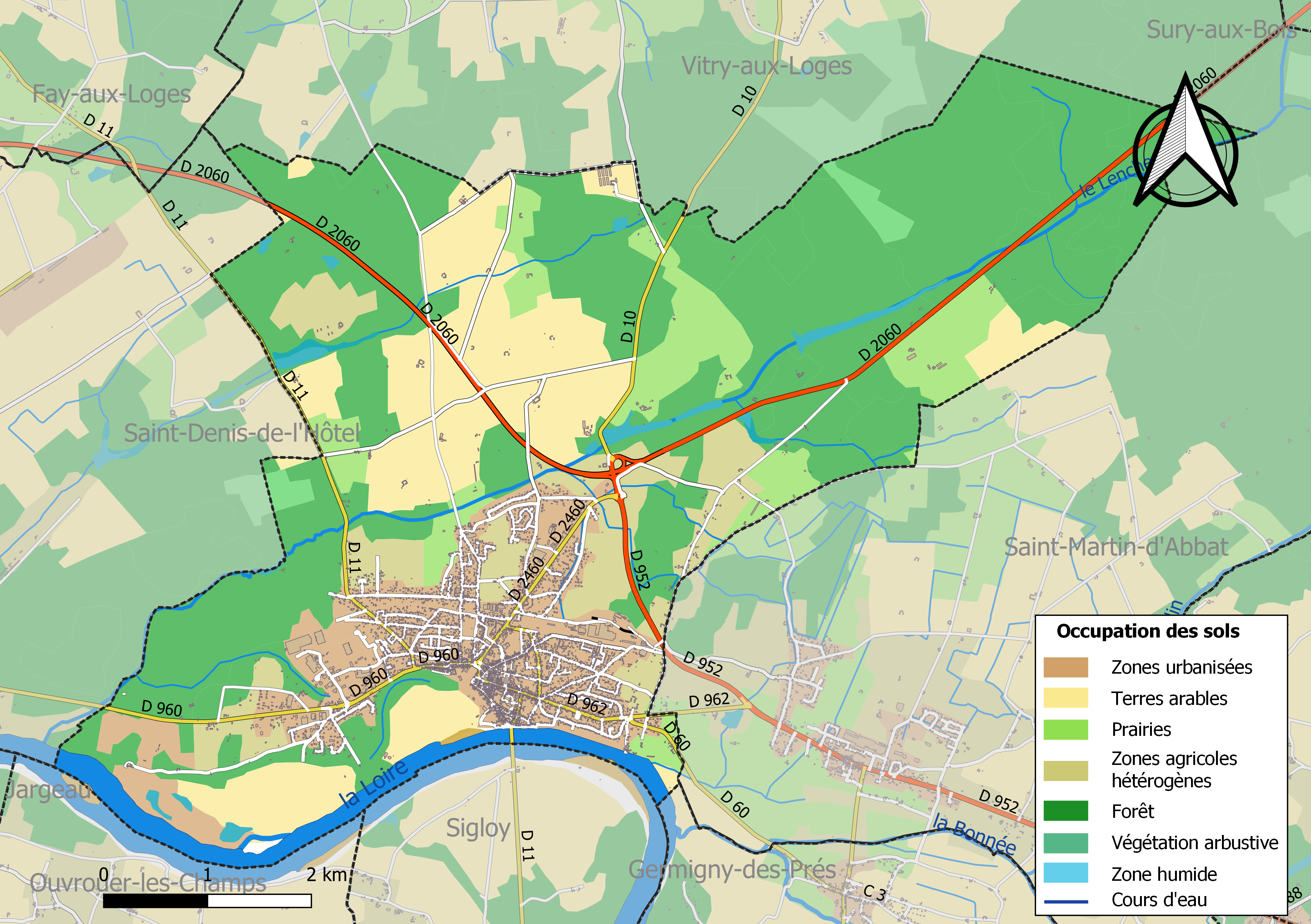
Carte des infrastructures et de l'occupation des sols de la commune en 2018 (CLC).
Carte orthophotographique de la commune en 2016.

### Planification

#### Plan local d'urbanisme
La commune prescrit l'élaboration d'un plan d'occupation des sols en septembre 1975. Le document est approuvé en juin 1981 puis révisé en octobre 1993 et modifié à plusieurs reprises.
La loi relative à la solidarité et au renouvellement urbains du 13 décembre 2000, dite loi SRU, complétée par la loi urbanisme et habitat du 2 juillet 2003, marque une évolution de la planification urbaine en créant notamment les plans locaux d’urbanisme (PLU), vecteurs de projets de territoire, appelés à se substituer progressivement aux plans d’occupation des sols. Le PLU contient deux éléments nouveaux par rapport au POS : le plan d'aménagement et de développement durable (PADD), qui exprime le projet de la ville par des orientations générales en matière d'urbanisme, de développement, d'équipement et de préservation de l'environnement et les orientations d'aménagement et de programmation (OAP) qui correspondent à des zooms qui peuvent porter sur des quartiers ou secteurs à mettre en valeur, réhabiliter, restructurer ou aménager, ou sur l'aménagement d'un espace public, etc. Dans ce cadre le conseil municipal prescrit la révision du Plan
d’occupation des sols et sa transformation en plan local d'urbanisme le 10 avril 2009. Après une enquête publique qui se déroule en juillet 2013, le document est approuvé le 18 octobre 2013,.

#### Documents d'orientations intercommunaux
La commune est membre du pays Forêt d'Orléans - Val de Loire, qui regroupe 32 communes. En 2012, les Pays Forêt d'Orléans Val de Loire, Loire Beauce et Sologne Val-sud sont les seuls territoires du département du Loiret ne disposant pas de schéma de cohérence territoriale (SCoT). Compte tenu de l'intérêt de cet outil pour l'avenir des territoires, les élus de ces pays décident d'engager une démarche commune d'élaboration de SCoT. Le comité syndical du Pays Forêt d'Orléans - Val de Loire décide de prendre le 8 octobre 2015 la compétence « Elaboration, gestion et suivi du Schéma de Cohérence Territoriale » et, après avis favorable conforme des différentes communes membres (le 19 décembre 2015 pour Châteauneuf-sur-Loire), le préfet approuve la modification des statuts en ce sens le 19 février 2016. Les trois SCoT sont lancés officiellement et simultanément à La Ferté-Saint-Aubin le 21 juin 2014, l'assistance à maîtrise d'ouvrage étant confiée à un seul bureau d'études. Après étude et concertation de 2014 à 2017, le document doit être approuvé en 2018.

### Voies de communication et transports

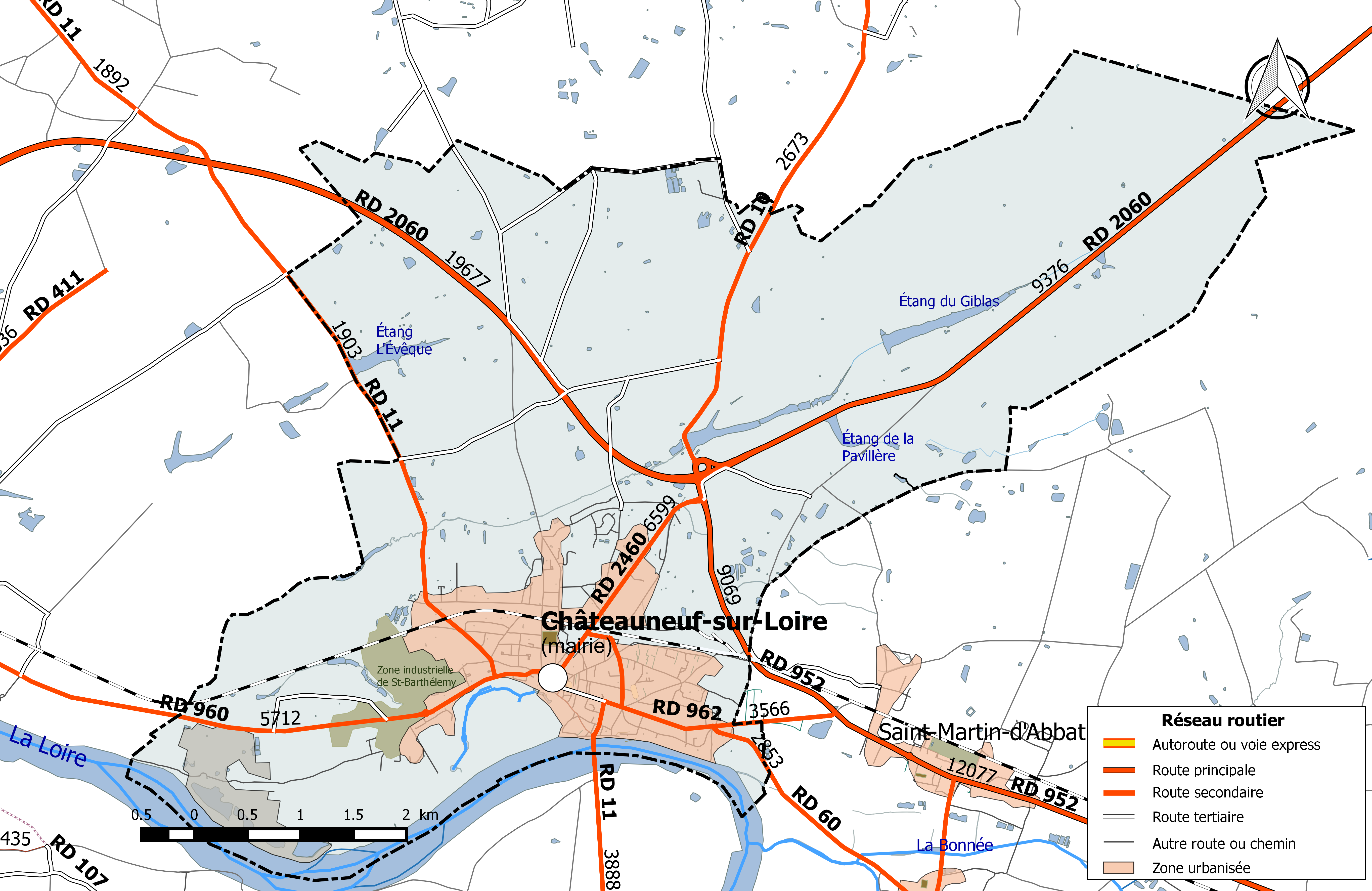
Réseau routier principal de la commune de Châteauneuf-sur-Loire (avec indication du trafic routier 2014).

#### Infrastructures routières
La commune est traversée par huit routes départementales : la RD 2060, la RD 2460, la RD 952, la RD 960, la RD 962, la RD 60, la RD 11 et la RD 10.
La RD 2060 qui traverse la partie nord de la commune est l'ancienne RN 60 qui, à sa création, en 1824, succède à la Route impériale 172 et relie Briare à Angers par la rive droite de la Loire. En 2005, elle est déclassée dans sa totalité et transférée au département du Loiret par arrêté préfectoral du 22 décembre 2005, consécutivement au décret du 5 décembre 2005 qui définit la nouvelle consistance du réseau routier national et qui prévoit de maintenir dans le réseau routier national un nombre restreint de routes nationales. Elle est classée route à grande circulation et supporte en 2014, dans la section traversant la commune, un trafic de 19 677 véhicules/jour vers Orléans et de 9 376 vers Montargis.
La RD 2460 (6 599 véhicules/jour) constitue le raccordement du centre-bourg avec la RD 952 (12 077 véhicules/jour) qui relie le centre-bourg à Briare. La RD 960 (5 712 véhicules/jour) relie la commune à Saint-Jean-de-Braye. La RD 962 (3 566 véhicules/jour) la relie à Saint-Martin-d'Abbat, la RD 60 (2 853 véhicules/jour) à Saint-Père-sur-Loire, la RD 10 (2 673 véhicules/jour) à Vitry-aux-Loges. Enfin la RD 11 (3 888 véhicules/jour) relie Tigy à Tivernon et franchit la Loire par un pont suspendu.
Complétant ces voies, la commune est sillonnée de plusieurs voies communales et chemins ruraux  desservant ses fermes et hameaux et les bourgs environnants.
Sur le plan urbanistique, les RD 2060, 952, 960 et 2460 sont classées au titre du bruit des infrastructures de transports terrestres respectivement en catégories 2, 3 et 4 sur la commune de Châteauneuf-sur-Loire. Dans une bande de largeur maximum respectivement de 250, 100 et 30 mètres de part et d'autre de l'infrastructure, les bâtiments d'habitation nouveaux doivent respecter certaines conditions d'isolement acoustique minimal des façades des pièces principales et cuisines afin d'assurer la protection des occupants,.

#### Transports en commun
En 2016, la commune est desservie par deux lignes du réseau Rémi, le réseau interurbain de transport par autocar du Conseil départemental du Loiret : La ligne 6 qui relie Montargis - Bellegarde - Orléans et la ligne 3, qui relie Bonny-sur-Loire - Briare - Gien - Châteauneuf-sur-Loire - Orléans. Des correspondances SNCF sont assurées dans les gares d'Orléans, Montargis et Gien. À compter du 1er janvier 2017, la compétence des services de transports routiers interurbains, réguliers et à la demande est transférée des départements aux régions, et donc localement du département du Loiret à la région Centre-Val de Loire, consécutivement à la loi NOTRe du 7 août 2015.

### Infrastructures ferroviaires
La ligne ferroviaire Orléans - Gien traverse le territoire de la commune.
La commune a accueilli la voie d'essai du métro aérien suspendu aujourd'hui détruite.

### Risques naturels et technologiques majeurs
La commune de Châteauneuf-sur-Loire est vulnérable à différents aléas naturels : inondations (par débordement de la Loire ou de ruisseaux), climatiques (hiver exceptionnel ou canicule), mouvements de terrains ou sismique. Elle est également exposée à un risque technologique : le transport de matières dangereuses.
Entre 1999 et 2021, trois arrêtés ministériels portant ou ayant porté reconnaissance de catastrophe naturelle ont été pris pour le territoire de la commune de Châteauneuf-sur-Loire pour des inondations et coulées de boue.

#### Risque d'inondation

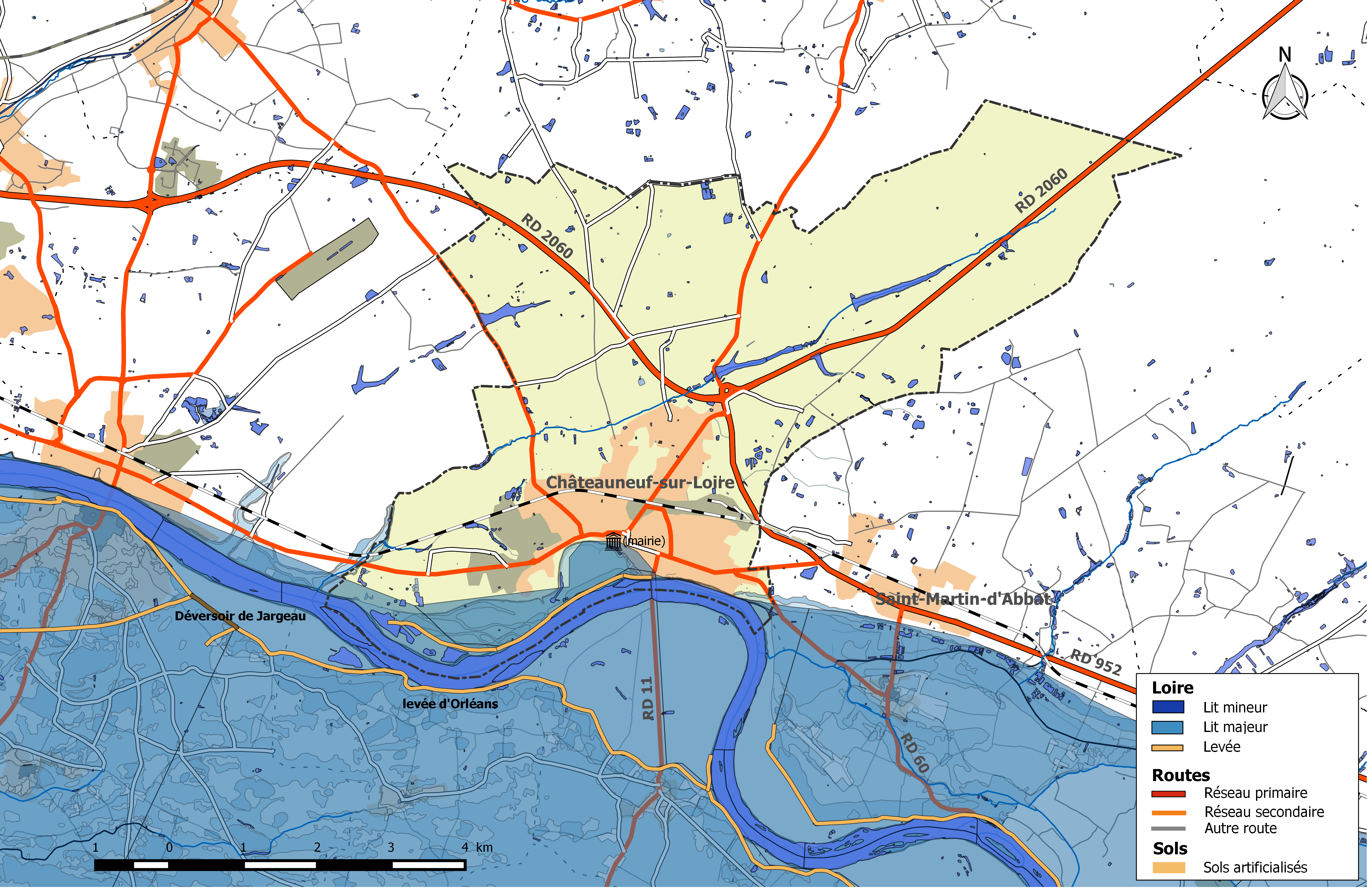
Zone inondable de la commune de Châteauneuf-sur-Loire.

La Loire est à l'origine des dégâts les plus importants sur la commune en cas de crue majeure. Les crues historiques sont celles de 1846, 1856, 1866 et 1907. Aucune crue n'a atteint depuis 1907 les hauteurs atteintes lors de ces événements catastrophiques.
La zone inondable de la commune de Châteauneuf-sur-Loire couvre une surface de 351 hectares, soit 9 % du territoire communal et se répartit en 98 ha en espaces agricoles, 113 ha en eau, 115 ha en espaces naturels et 25 ha en surfaces urbanisées. 928 personnes résident dons cette zone. Elle fait partie du val d'Orléans qui s’étend sur 33 km de longueur, du hameau de Bouteille à l’amont au confluent du Loiret à l’aval. Ce val est protégé par une levée en terre, la levée d'Orléans, de 45 km de longueur, interrompue à 3,5 km environ en amont du confluent du Loiret. Il est inondé par le remous de la Loire dans la confluence du Loiret dès les premières crues simulées. Cette levée a été renforcée sur toute sa longueur. Le niveau de protection historique est celui visé par la construction du déversoir de Jargeau, aménagé à la fin du XIXe siècle à l'emplacement des brèches qui s'étaient produites en 1846, 1856 et 1866 et conçu initialement pour fonctionner au-delà de la cote de Loire à l'échelle d'Orléans proche de 6 m (crue de 1825, n'ayant pas occasionné de brèches). Les lignes d’eau en crue ont toutefois beaucoup changé depuis du fait de l’évolution morphologique du lit de la Loire, conséquence des ouvrages de navigation qui ont été réalisés au XIXe siècle et de l’extraction massive de matériaux en deuxième partie du XXe siècle. Le déversoir ne remplit donc plus sa fonction de protéger la levée d’Orléans des surverses, et il ne permet plus de définir l’objectif de protection du système d’endiguement.
L'analyse menée dans le cadre de l'étude de danger des digues, montre qu'aujourd'hui, le niveau de protection apparent de la levée est associé à une crue de période de retour d'environ 200 ans, soit une hauteur d'eau à l'échelle d'Orléans estimée à 5,75 m. Par ailleurs, ces études montrent aussi que des défaillances avant dépassement des ouvrages sont probables. En particulier, plusieurs zones de défaillance possible sont mises en évidence à Guilly, Sigloy et Saint-Pryvé-Saint-Mesmin. Pour le secteur de Guilly : la probabilité de rupture n'est plus négligeable dès la crue de période de retour de 70 ans, soit une cote d'environ 4,60 m à l'échelle d'Orléans. Cette cote définit le niveau de sûreté actuel de la digue d'Orléans et correspond au seuil de déclenchement du plan d'évacuation massive de l'Agglomération d'Orléans en cas de crue.
Le risque d'inondation est pris en compte dans l'aménagement du territoire de la commune par le biais du Plan de prévention du risque inondation (PPRI) du val d'Orléans - val amont, approuvé le 20 octobre 2015. Deux nouveaux types de zones sont apparues par rapport au précédent PPRI, plus restrictives pour une meilleure protection des usagers : la zone de dissipation d'énergie (ZDE) et la zone d'expansion de crue (ZEC). Dans la ZDE, située immédiatement à l’arrière des levées, qui serait fortement affectée en cas de brèche ou de rupture de digue, toute construction nouvelle est interdite. La zone d'expansion des crues quant à elle correspond aux secteurs naturels ou agricoles qu’il convient de préserver pour l’étalement des eaux en cas d’inondation et éviter l’accroissement des risques. Majoritairement agricole et naturelle, la ZDE de la commune de Châteauneuf-sur-Loire, d'une superficie de 101 ha, présente plusieurs secteurs d'habitat sous forme de petits hameaux.
Deux documents permettent de définir les modalités de gestion de crise et d'organisation des secours : au niveau départemental, le Dispositif ORSEC départemental spécialisé déclenché en cas d'inondation de la Loire, le plan ORSIL, et au niveau communal le plan communal de sauvegarde.

#### Risque de mouvements de terrain
Le territoire de la commune peut être concerné par un risque d'effondrement de cavités souterraines non connues. Une cartographie départementale de l'inventaire des cavités souterraines et des désordres de surface a été réalisée. Il a été recensé sur la commune plusieurs effondrements de cavités.
Par ailleurs, le sol du territoire communal peut faire l'objet de mouvements de terrain liés à la sécheresse. Le phénomène de retrait-gonflement des argiles est la conséquence d'un changement d'humidité des sols argileux. Les argiles sont capables de fixer l'eau disponible mais aussi de la perdre en se rétractant en cas de sécheresse. Ce phénomène peut provoquer des dégâts très importants sur les constructions (fissures, déformations des ouvertures) pouvant rendre inhabitables certains locaux. Celui-ci a particulièrement affecté le Loiret après la canicule de l'été 2003. Une grande partie du territoire de la commune est soumis à un aléa « faible » face à ce risque, selon l'échelle définie par le Bureau de recherches géologiques et minières (BRGM), seule la partie nord-est est en aléa « moyen ».

#### Risque sismique
La totalité du département est classée en zone de sismicité « très faible ». À ce titre aucune réglementation spécifique ne s'applique aux constructions dites « à risque normal ».

#### Transport de matières dangereuses
À Châteauneuf-sur-Loire, les facteurs de risque sont le transport routier empruntant les RD 952 et RD 2060 et le réseau de gaz à haute pression qui traverse la commune.

## Politique et administration

### Découpage territorial

#### Bloc communal: Commune et intercommunalités
La paroisse de Chateauneuf acquiert le statut de municipalité avec le décret du 12 novembre 1789 de l'Assemblée Nationale puis celui de « commune », au sens de l'administration territoriale actuelle, par le décret de la Convention nationale du 10 brumaire an II (31 octobre 1793). Il faut toutefois attendre la loi du 5 avril 1884 sur l'organisation municipale pour qu'un régime juridique uniforme soit défini pour toutes les communes de France, point de départ de l’affirmation progressive des communes face au pouvoir central.
Aucun événement de restructuration majeure du territoire, de type suppression, cession ou réception de territoire, n'a affecté la commune depuis sa création.
La commune est membre de la Communauté de communes des Loges depuis sa création le 1er janvier 2010.

#### Circonscriptions de rattachement
Sous l'Ancien Régime, à la veille des États généraux de 1789, la paroisse de Chateauneuf était rattachée sur le plan ecclésiastique à l'ancien diocèse d'Orléans, sur le plan judiciaire au bailliage d'Orléans, sur le plan militaire au gouvernement d'Orléans et sur le plan administratif à la généralité d'Orléans, élection d'Orléans,.
La loi du 22 décembre 1789 divise le pays en 83 départements découpés chacun en six à neuf districts eux-mêmes découpés en cantons regroupant des communes. Les districts, tout comme les départements, sont le siège d’une administration d’État et constituent à ce titre des circonscriptions administratives. La commune de Chateauneuf est alors incluse dans le canton de Chateauneuf, le district d'Orléans et le département du Loiret.
La recherche d’un équilibre entre la volonté d’organiser une administration dont les cadres permettent l’exécution et le contrôle des lois d’une part, et la volonté d’accorder une certaine autonomie aux collectivités de base (paroisses, bourgs, villes) d’autre part, s’étale de 1789 à 1838. Les découpages territoriaux évoluent ensuite au gré des réformes visant à décentraliser ou recentraliser l'action de l'État. La régionalisation fonctionnelle des services de l'État (1945-1971) aboutit à la création de régions. L'acte I de la décentralisation de 1982-1983 constitue une étape importante en donnant l'autonomie aux collectivités territoriales, régions, départements et communes. L'acte II intervient en 2003-2006, puis l'acte III en 2012-2015.
Le tableau suivant présente les rattachements, au niveau infra-départemental, de la commune de Châteauneuf-sur-Loire aux différentes circonscriptions administratives et électorales ainsi que l'historique de l'évolution de leurs territoires.
| Circonscription             | Nom                   | Période   | Type                         | Évolution du découpage territorial |
| --------------------------- | --------------------- | --------- | ---------------------------- | --- |
| District                    | Orléans               | 1790-1795 | Administrative               | La commune est rattachée au district d'Orléans de 1790 à 1795,. La Constitution du 5 fructidor an III, appliquée à partir de vendémiaire an IV (1795) supprime les districts, rouages administratifs liés à la Terreur, mais maintient les cantons qui acquièrent dès lors plus d'importance. |
| Canton                      | Chateauneuf           | 1790-1801 | Administrative et électorale | Le 10 février 1790, la municipalité de Chateauneuf est rattachée au canton de Chateauneuf,. Les cantons sont supprimés, en tant que découpage administratif, par une loi du 26 juin 1793, et ne conservent qu'un rôle électoral. Ils permettent l’élection des électeurs du second degré chargés de désigner les députés. Les cantons acquièrent une fonction administrative avec la disparition des districts en 1795. |
| Canton                      | Châteauneuf           | 1801-2015 | Administrative et électorale | Sous le Consulat, un redécoupage territorial visant à réduire le nombre de justices de paix ramène le nombre de cantons dans le Loiret de 59 à 31. Chateauneuf est alors rattachée par arrêté du 9 vendémiaire an X (30 septembre 1801) au canton de Châteauneuf, sous le nom de Châteauneuf,. |
| Canton                      | Châteauneuf-sur-Loire | 2015-     | Électorale                   | La loi du 17 mai 2013 et ses décrets d'application publiés en février et mars 2014 introduisent un nouveau découpage territorial pour les élections départementales. La commune est alors rattachée au nouveau canton de Châteauneuf-sur-Loire. Depuis cette réforme, plus aucun service de l'État n'exerce sa compétence sur un territoire s'appuyant sur le nouveau découpage cantonal. Le canton a disparu en tant que circonscription administrative de l'État ; il est désormais uniquement une circonscription électorale dédiée à l'élection d'un binôme de conseillers départementaux siégeant au conseil départemental. |
| Arrondissement              | Orléans               | 1801-     | Administrative               | Châteauneuf est rattachée à l'arrondissement d'Orléans depuis sa création en 1801,. |
| Circonscription législative | 6e circonscription    | 2010-     | Électorale                   | Lors du découpage législatif de 1986, le nombre de circonscriptions législatives passe dans le Loiret de 4 à 5. Un nouveau redécoupage intervient en 2010 avec la loi du 23 février 2010. En attribuant un siège de député « par tranche » de 125 000 habitants, le nombre de circonscriptions par département varie désormais de 1 à 21,. Dans le Loiret, le nombre de circonscriptions passe de cinq à six. Châteauneuf-sur-Loire, initialement rattachée à la troisième circonscription, est, après 2010, rattachée à la sixième circonscription.                                                                             |

#### Collectivités de rattachement
La commune de Châteauneuf-sur-Loire est rattachée au département du Loiret et à la région Centre-Val de Loire, à la fois circonscriptions administratives de l'État et collectivités territoriales.

### Politique et administration municipales

#### Conseil municipal et maire
Depuis les élections municipales de 2014, le conseil municipal  de Châteauneuf-sur-Loire, commune de plus de 1 000 habitants, est élu au scrutin proportionnel de liste à deux tours (sans aucune modification possible de la liste), pour un mandat de six ans renouvelable. Il est composé de 29 membres. L'exécutif communal est constitué par le maire, élu par le conseil municipal, parmi ses membres, pour un mandat de six ans, c'est-à-dire pour la durée du mandat du conseil. Florence Galzin est maire depuis 2014.
| Période                                  | Période                    | Identité               | Étiquette                           | Qualité |
| ---------------------------------------- | -------------------------- | ---------------------- | ----------------------------------- | --- |
| ?                                        | ?                          | Albert Viger           | Radical Centre-gauche               | Médecin Conseiller général (1886-1926) Député du Loiret (1885-1900) Sénateur du Loiret (1900-1920) Ministre de l'Agriculture (janvier 1893-janvier 1895 ; novembre 1895-avril 1896 ; juin 1898-juin 1899)                                                                    |
| ?                                        | 22/09/1940                 | Henri Brinon           | Radical                             | Médecin Conseiller général du canton de Châteauneuf-sur-Loire (1926-1940) |
|                                          | 1935 à 1941 et 1945 à 1971 | Claude Lemaître-Basset | FGDS (centre gauche) puis Gaulliste | Secrétaire d'État (1951-1952) Sénateur du Loiret (1948-1955) Conseiller général (1945-1973) Président du conseil général du Loiret (1961-1964) |
| 1971                                     | 1977                       | Marcel Thuliez         | Centriste                           | |
| 1977                                     | 1983                       | Pierre Fontenoy        | UDF-CDS                             | Conseiller général (1973-1998) |
| 1983                                     | 1989                       | Albert Marcenet        | RPR                                 | Ancien Député de Paris |
| 1989                                     | 1992                       | Monique Gitton         | RPR                                 | Mère au foyer |
| 1992                                     | 2001                       | Christian Fossier      | RPR puis UDF                        | Directeur d'usine, suppléant du député Jean-Louis Bernard |
| 2001                                     | 2008                       | Gérard David           | DVD                                 | Kinésithérapeute |
| mars 2008                                | mars 2014                  | Loïs Lamoine           | Centre gauche                       | Agent immobilier Conseiller régional du Centre et président de la commission des finances (2004-2010) Vice-président de la communauté de communes des Loges (2010-2014) |
| mars 2014                                | En cours                   | Florence Galzin,       | DVD                                 | Cadre de la fonction publique Conseillère départementale et vice-présidente du conseil départemental du Loiret (2015-) Première vice-présidente de la communauté de communes des Loges (2014-2020) Présidente du centre de gestion de la fonction publique du Loiret (2014-) |
| Les données manquantes sont à compléter. |                            |                        |                                     | |

### Jumelages

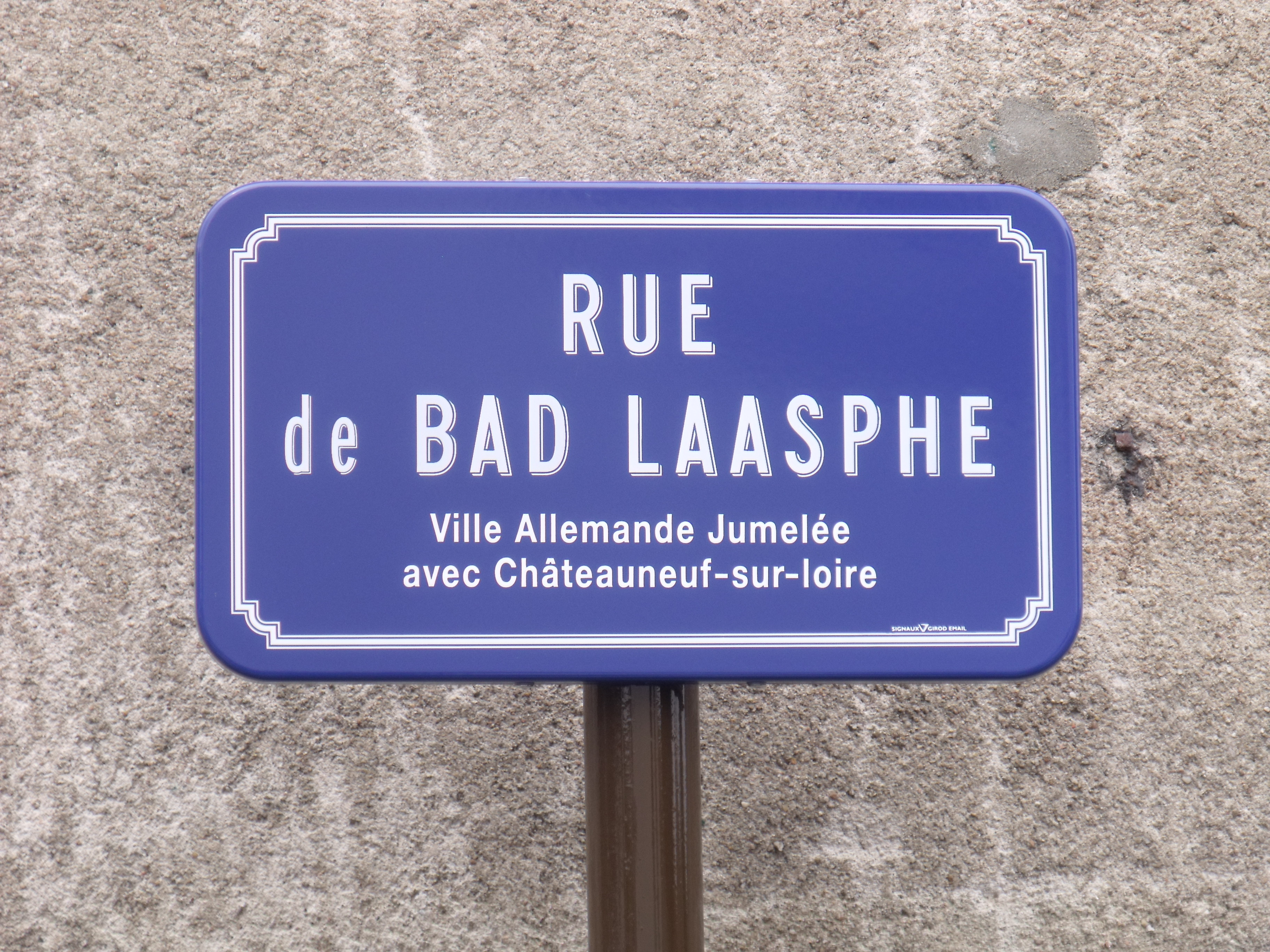
Rue de Bad Laasphe à Châteauneuf-sur-Loire.

Au 19 août 2015, Châteauneuf-sur-Loire est jumelée avec :
- Amarante (Portugal) depuis 1986 ;
- Bad Laasphe (Allemagne) depuis 1991.

## Équipements et services

### Environnement

#### Gestion des déchets
En 2016, la commune est membre du SICTOM de la région de Châteauneuf-sur-Loire, créé en 1976. Celui-ci assure la collecte et le traitement des ordures ménagères résiduelles, des emballages ménagers recyclables et des encombrants en porte à porte et du verre en points d’apport volontaire. Un réseau de dix déchèteries, dont une est située sur le territoire communal, accueille les encombrants et autres déchets spécifiques (déchets verts, déchets dangereux, gravats, ferraille, cartons…). L'élimination et la valorisation énergétique des déchets ménagers et de ceux issus de la collecte sélective sont effectuées par le SYCTOM de Gien-Châteauneuf-sur-Loire qui comprend un centre de transfert de déchets ménagers et un centre de stockage de déchets ultimes (CSDU) de classe II à Saint-Aignan-des-Gués ainsi qu'une usine d’incinération des ordures ménagères à Gien-Arrabloy.
Depuis le 1er janvier 2017, la « gestion des déchets ménagers » ne fait plus partie des compétences de la commune mais est une compétence obligatoire de la communauté de communes des Loges en application de la loi NOTRe du 7 août 2015.

#### Production et distribution d'eau
Le service public d’eau potable est une compétence obligatoire des communes depuis l’adoption de la loi du 30 décembre 2006 sur l’eau et les milieux aquatiques. Au 31 décembre 2016, la production et la distribution de l'eau potable sur le territoire communal sont assurées par la commune elle-même.
La loi NOTRe du 7 août 2015 prévoit que le transfert des compétences « eau et assainissement » vers les communautés de communes sera obligatoire à compter du 1er janvier 2020. Le transfert d’une compétence entraîne  de  facto  la  mise  à disposition  gratuite  de  plein droit des biens, équipements et services publics utilisés, à la date du transfert, pour l'exercice de ces compétences et la substitution de la communauté dans les droits et obligations des communes,.

#### Assainissement
La compétence assainissement, qui recouvre obligatoirement la collecte, le transport et l’épuration des eaux usées, l’élimination des boues produites, ainsi que le contrôle des raccordements aux réseaux publics de collecte, est assurée par la commune elle-même.
La commune est raccordée à une station d'épuration située sur le territoire communal mise en service le 1er janvier 1976 et dont la capacité nominale de traitement est de  17 000 EH, soit 3 137 m3/jour. Cet équipement utilise un procédé d'épuration biologique dit « à boues activées ». Son exploitation est assurée par SAUR,.
L’assainissement non collectif (ANC) désigne les installations individuelles de traitement des eaux domestiques qui ne sont pas desservies par un réseau public de collecte des eaux usées et qui doivent en conséquence traiter elles-mêmes leurs eaux usées avant de les rejeter dans le milieu naturel. En 2016, la communauté de communes des Loges assure le service public d'assainissement non collectif (SPANC), qui a pour mission de vérifier la bonne exécution des travaux de réalisation et de réhabilitation, ainsi que le bon fonctionnement et l’entretien des installations,.

### Enseignement
La circonscription de Châteauneuf-sur-Loire est située dans l'académie d'Orléans-Tours. La commune possède trois écoles maternelles, trois écoles primaires et un collège.
- École publique maternelle et élémentaire Maurice-Genevoix ;
- École publique maternelle et élémentaire du Morvant ;
- École privée maternelle et élémentaire Saint-Joseph ;
- Collège public Jean-Joudiou.
- Lycée Adrienne Bolland (en construction) livraison prévue pour Septembre 2027.

SÉCURITÉ ET SECOURS
La commune est équipée des services suivants.
• Police Municipale.
• Équiper par 1 Dacia Duster et 1 Peugeot Bipper.
• Gendarmerie Nationale.
• Centre de Secours des Sapeurs-pompiers (actuellement, dans la Zone industrielle, une nouvelle caserne doit être livré pour les environs de 2025 à la sortie de la commune proche de la tangentielle.)
•Équipé par 3 Véhicules de Secours et d'Assistance aux Victimes, 1 Échelle Pivotante a Mouvement Combiné, 1 Fourgon Pompe-Tonne Secours Routier, 1 Camions Citerne Feux de Forêt, 1 Véhicule Toute Utilité, 2 Véhicule Léger Chef de Groupe et 1 Véhicule Léger Hors Route.
• Centre de Formation Départemental (SDIS45).
• Unité Territoriale ValForSol (SDIS45).
• Police Environnementale (OFB).
• Équiper par 2 Dacia Duster.

## Société

### Démographie
L'évolution du nombre d'habitants est connue à travers les recensements de la population effectués dans la commune depuis 1793. Pour les communes de moins de 10 000 habitants, une enquête de recensement portant sur toute la population est réalisée tous les cinq ans, les populations de référence des années intermédiaires étant quant à elles estimées par interpolation ou extrapolation. Pour la commune, le premier recensement exhaustif entrant dans le cadre du nouveau dispositif a été réalisé en 2008.
En 2022, la commune comptait 8 470 habitants, en évolution de +4,87 % par rapport à 2016 (Loiret : +1,89 %, France hors Mayotte : +2,11 %).
| 1793  | 1800  | 1806  | 1821  | 1831  | 1836  | 1841  | 1846  | 1851  |
| ----- | ----- | ----- | ----- | ----- | ----- | ----- | ----- | ----- |
| 4 396 | 3 127 | 3 131 | 3 018 | 3 160 | 3 075 | 2 994 | 3 130 | 3 237 |

| 1856  | 1861  | 1866  | 1872  | 1876  | 1881  | 1886  | 1891  | 1896  |
| ----- | ----- | ----- | ----- | ----- | ----- | ----- | ----- | ----- |
| 3 191 | 3 197 | 3 264 | 3 308 | 3 371 | 3 391 | 3 484 | 3 453 | 3 392 |

| 1901  | 1906  | 1911  | 1921  | 1926  | 1931  | 1936  | 1946  | 1954  |
| ----- | ----- | ----- | ----- | ----- | ----- | ----- | ----- | ----- |
| 3 338 | 3 450 | 3 375 | 2 865 | 2 914 | 2 978 | 3 069 | 3 258 | 3 710 |

| 1962  | 1968  | 1975  | 1982  | 1990  | 1999  | 2006  | 2008  | 2013  |
| ----- | ----- | ----- | ----- | ----- | ----- | ----- | ----- | ----- |
| 4 350 | 4 850 | 5 528 | 5 998 | 6 558 | 7 032 | 7 708 | 7 893 | 7 906 |

| 2018  | 2022  | - | - | - | - | - | - | - |
| ----- | ----- | - | - | - | - | - | - | - |
| 8 176 | 8 470 | - | - | - | - | - | - | - |

### Manifestations culturelles et festivités
- Fête des rhododendrons, dans le parc du château, la fin de semaine de la Pentecôte (fête devenue biennale en 2011) la fête et de nouveau tous les ans depuis l'élection de Florence Galzin ;
- Fête du port, le deuxième dimanche d'août ;
- Fête de l'âne, le dernier dimanche de juillet, depuis 1996.
- Carnaval annuel de Châteauneuf

### Sport
La 22e étape du Tour de France 1956 a emprunté le territoire de la commune.
La Loiretaine a eu sa première édition les 13 et 14 mai 2023 dans la commune.
La deuxième édition de La Loiretaine a eu lieu les 25 et 26 mai 2024.

### Médias
- Canton Infos, journal créé en 2013.
- Méga FM, radio locale créée en 2005 ;
- Radio Média France, ancienne radio locale (1984-1998)

## Économie
L'entreprise des bâtiments et travaux publics, Baudin Chateauneuf, est implantée sur la commune depuis 1919.

## Culture locale et patrimoine

### Lieux et monuments
- Pont suspendu sur la Loire, construit en 1839-1840 par Marc Seguin, puis reconstruit entre 1932 et 1935 ;
- Château de Châteauneuf du XVIIe siècle, construit pour les Phélypeaux, en grande partie détruit et dont les restes abritent la mairie. Classé Monument historique, il comporte un parc paysager dessiné initialement par André Le Nôtre, avec un arboretum[134] ;
- Église Saint-Martial, construite du XIIIe au XVIIe siècle, avec à l'intérieur, le tombeau de style baroque de Louis Phélypeaux (1598-1681), secrétaire d'État[135] ;
- Chapelle de la Bonne-Dame, ou Notre-Dame de l'Épinoy[Note 11], datant du XIIe siècle ; le portail a été classé Monument historique le 3 octobre 1929[136] ;
- Promenade du Chastaing, parc longeant la Loire en amont du pont ;
- Ancien hangar à bateaux, dit halle Saint-Pierre. Construite en 1844, cette halle aux grains fut transportée depuis le port de Chatillon-sur-Loire jusqu'à son emplacement actuel en 1854. Elle fut inscrite aux Monuments historiques le 29 août 1990[137] ;
- Nouvelle Halle, construite en 1903 comme indiqué sur son fronton ;
- Camping de la Maltournée ;
- Levée de la Loire ;
- Gare de Châteauneuf-sur-Loire ;
- Voie d'essai du métro aérien suspendu de Châteauneuf-sur-Loire détruite à la fin des années 1960.
- Le Manège, construit par l'artiste Laurent Cadilhac et des habitants de la commune de 2009 à 2012, initialement implanté en face de l'Espace Florian. Démonté à la suite de problèmes de sécurité, il n'était plus fonctionnel depuis plusieurs années. Une aire de jeux se trouve désormais à son emplacement.

Lieux et monuments de Châteauneuf-sur-Loire.
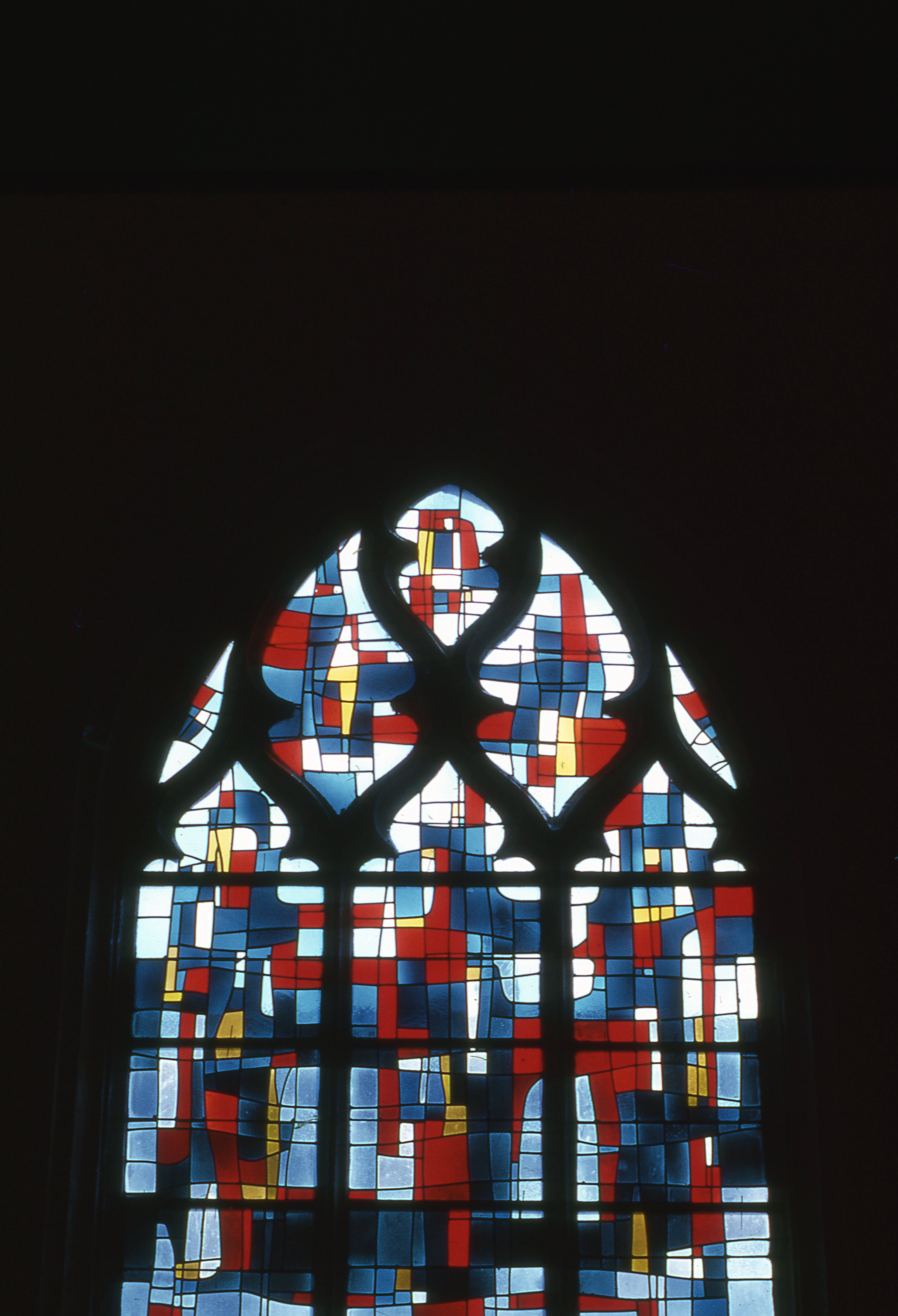
Vitrail de l'église, photo prise en 1969.
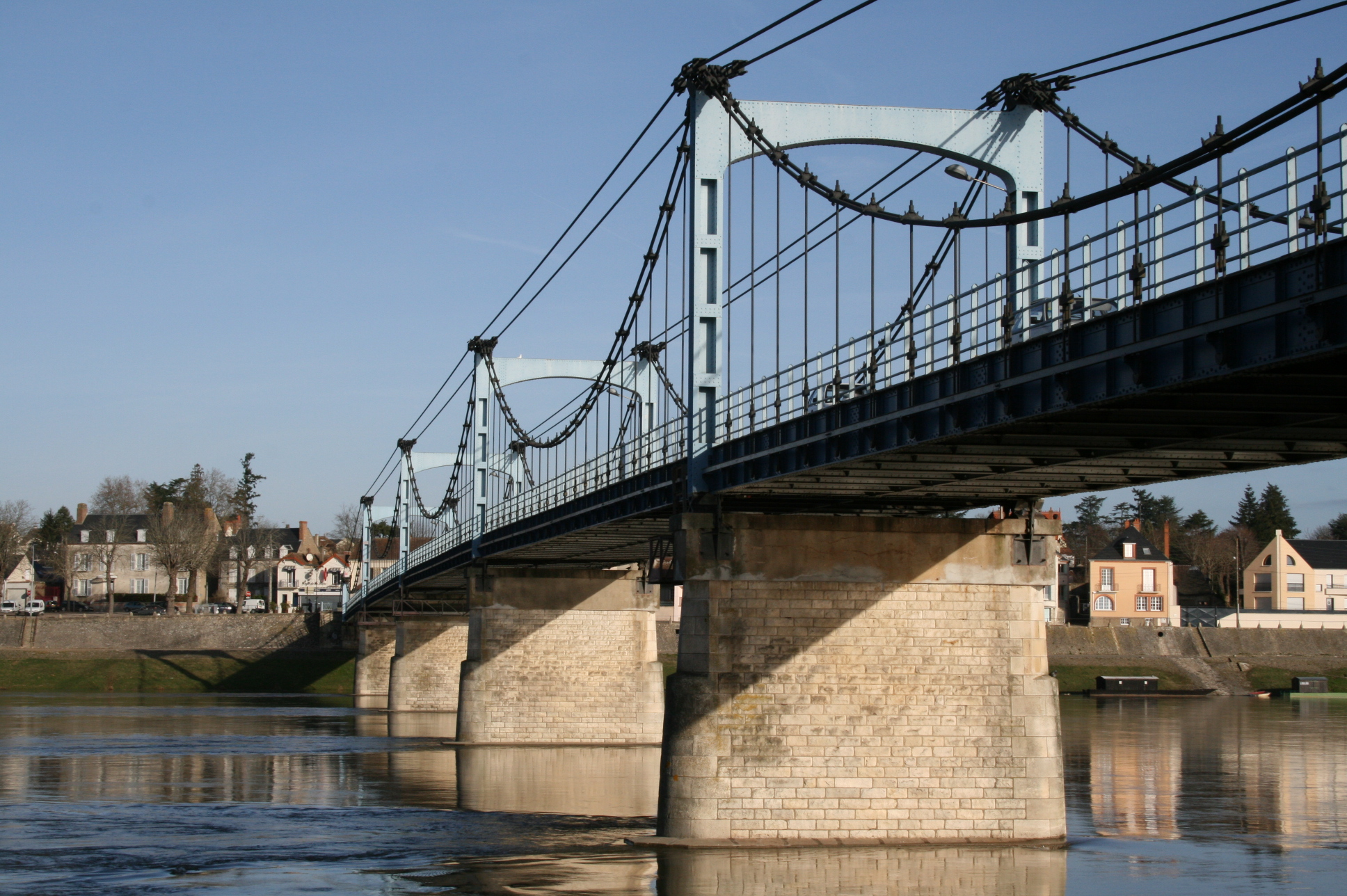
Pont suspendu sur la Loire.
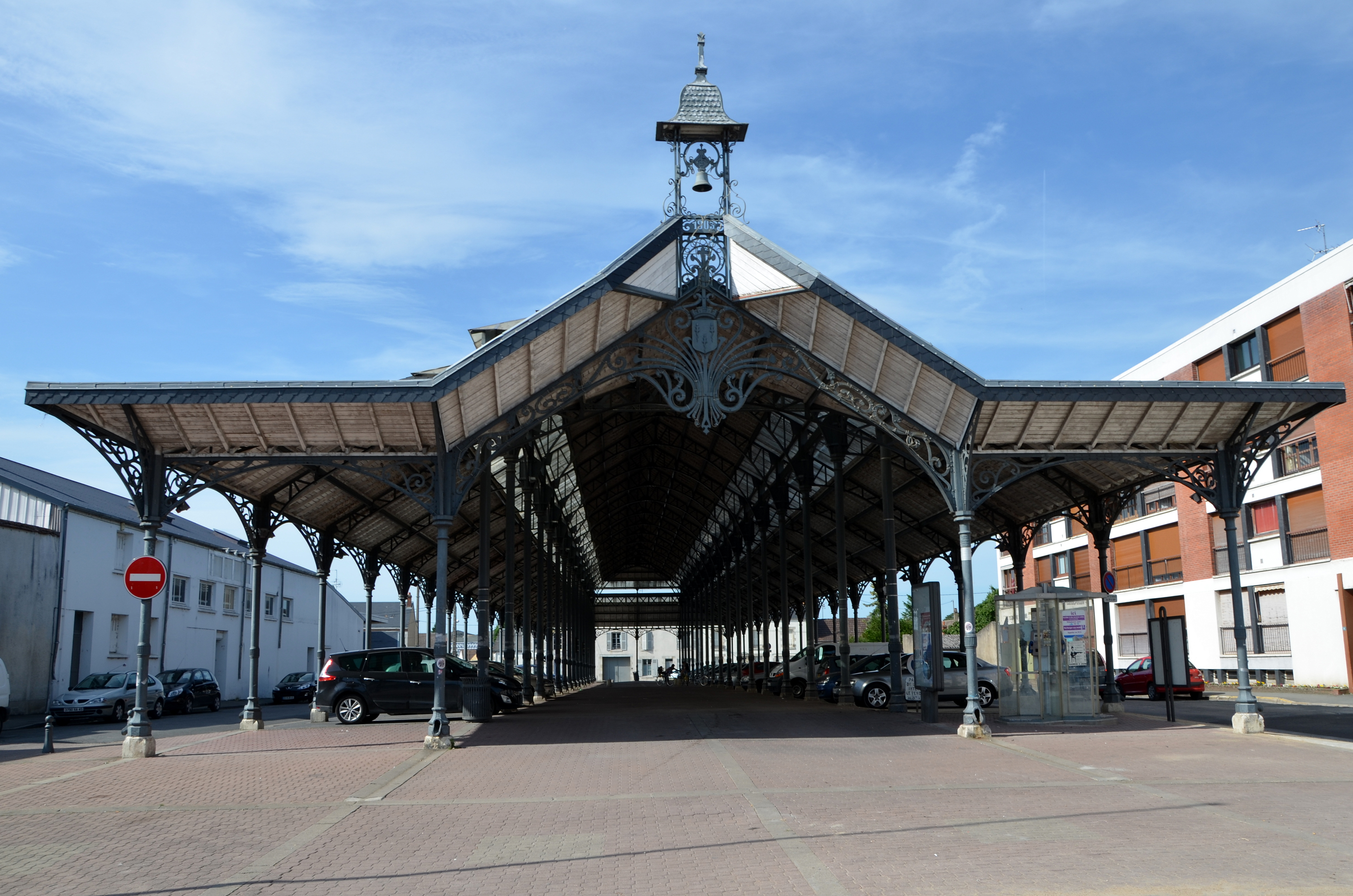
La Nouvelle Halle, de style Baltard.
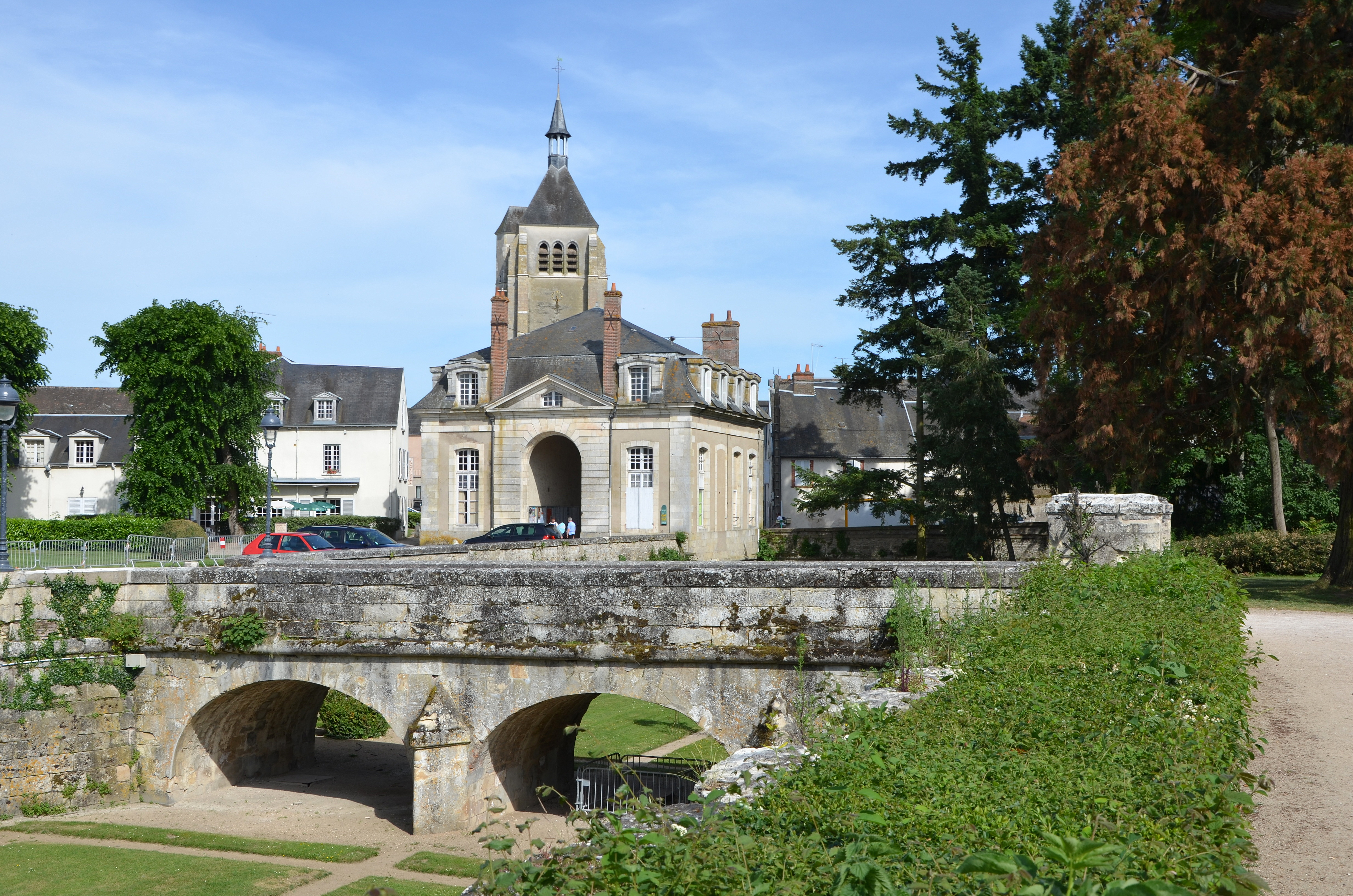
Parc du château de Châteauneuf avec en arrière-plan l'église.
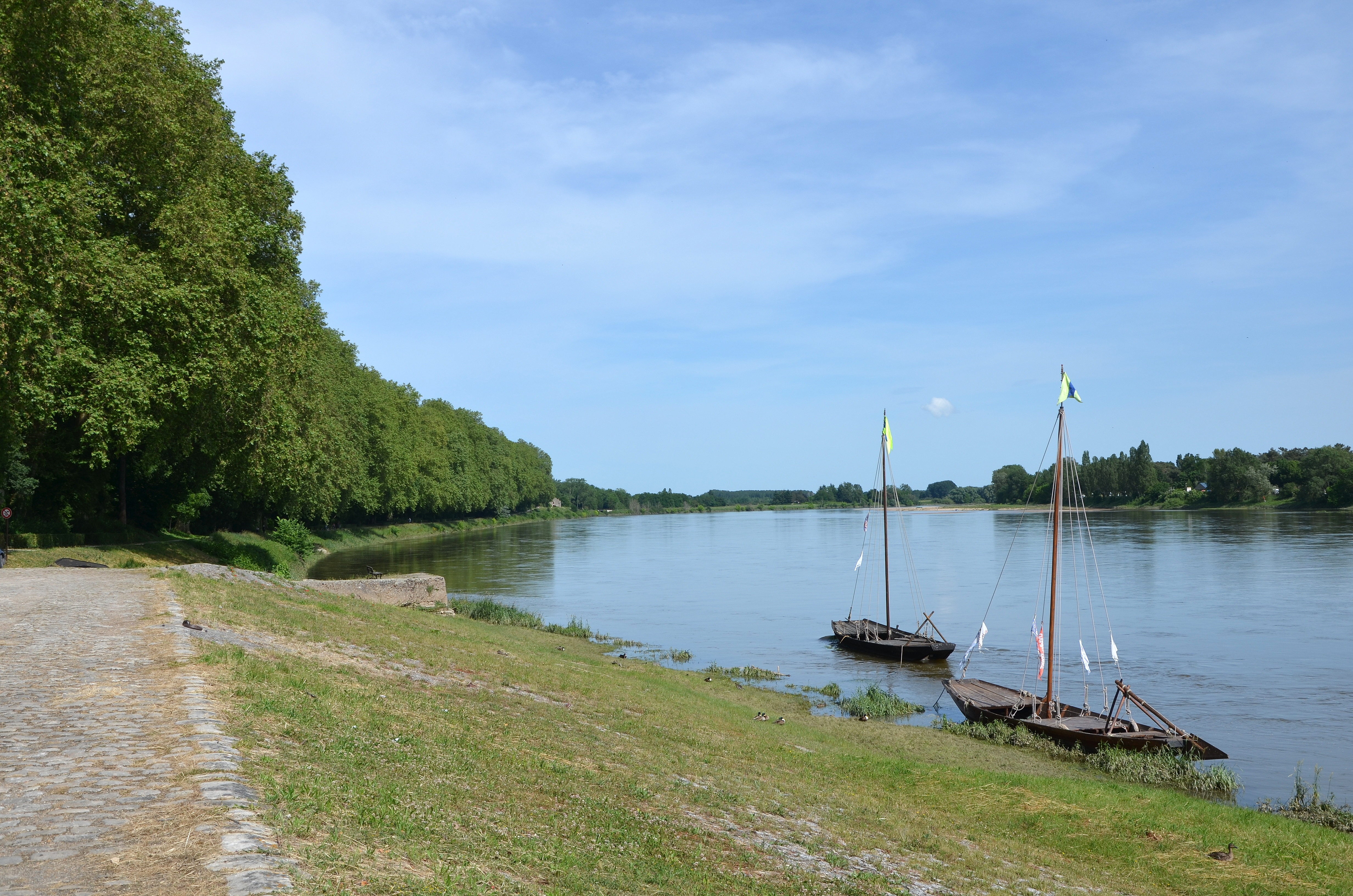
Gabares sur la Loire.

### Équipements culturels
- Musée de la marine de Loire, situé dans les anciennes écuries du château depuis 1998 ;
- Cinémobile ;
- Chorale « La Galiote », créée en 1975 ;
- École de musique avec l'harmonie, l'orchestre junior et le « Castel swing ».

### Personnalités liées à la commune
- Jeanne de France (de Valois), princesse royale fille de Jean II le Bon, née le 24 juin 1343 à Châteauneuf-sur-Loire et décédée le 03 novembre 1373 à Évreux ;
- Antoine Caraccioli (c.1515-c.1570) religieux italien, évêque de Troyes, est mort dans la commune ;
- Louis Ier Phélypeaux de La Vrillière (1599-1683), secrétaire d'État de Louis XIV ; son second fils, Balthasar, lui fit ériger un monument en marbre en 1686 ; ce monument, sculpté en Italie par un disciple du Bernin, vint de Rome par bateau jusqu'à Nantes et de là remonta la Loire jusqu'à Châteauneuf ; il est toujours dans l'église de la ville ;
- Jacques Vallée Des Barreaux (1599-1673), poète libertin et épicurien français y est né.
- Louis de Bourbon, duc de Penthièvre (1725-1793), arrivé à Châteauneuf en 1784, fut le dernier châtelain de la ville ; pour procurer du travail à la jeunesse sans emploi, il fit construire les quais, commencer l'aménagement de la promenade du Chastaing et planter 5 000 pieds de mûriers sur la rive gauche de la Loire ;
- Benoît Lebrun (1754-1819), architecte et politicien français, a été propriétaire du château et est décédé dans la commune[138] ;
- Joseph François Ignace Maximilien Schiner (1761-1845), général de division suisse de la Révolution et de l'Empire, mort à  Châteauneuf-sur-Loire.
- Charles-Auguste Grivot (1814-1856), tonnelier et poète.
- Albert Viger (1843-1901), médecin puis maire de Châteauneuf de 1884 à 1901, président du Conseil général, député, sénateur, ministre de l'Agriculture ;
- Ferdinand Arnodin (1845-1924), ingénieur, constructeur de très nombreux ponts suspendus et ponts transbordeurs y établit son usine de construction métallique ;
- Le 9 février 1963, les parents du Dr Émile Leredde se sont mariés à Châteauneuf-sur-Loire[139];
- Auguste Giroux (1874-1953), médecin et joueur de rugby français, champion olympique en 1900, est né à Châteauneuf-sur-Loire ;
- Basile Baudin (1876-1948), constructeur de ponts métalliques et le fondateur de l'entreprise Baudin Châteauneuf ;
- Georges Imbault (1877-1951), ingénieur des Arts et Métiers spécialiste de la construction des ponts métalliques. Il dirigea les Établissements B. Baudin après la mort de Basile Baudin ;
- Maurice Genevoix (1890-1980), écrivain, y passa son enfance ;  Au Cadran de mon clocher (Plon, 1960) est consacré par l'écrivain à une description très précise de la vie quotidienne et des activités de cette petite ville ; il y fait allusion au séjour d'un autre écrivain, Pierre Mac Orlan. Une école de la ville porte son nom ;
- André Giroux (1895-1965), illustrateur français, est né dans la commune ;
- Simone Tourraton-Deschellerins, de son nom de plume Pascale Olivier (1896-1979), autrice de poèmes, de récits de chasse et de chroniques littéraires, infirmière ambulancière pendant les deux guerres mondiales, première femme à être élue au conseil municipal de la ville.
- Claude Lemaître-Basset (1900-1983), industriel, maire de Châteauneuf-sur-Loire, président du conseil général du Loiret, sénateur du Loiret, secrétaire d'État.

### Cadre de vie
La ville possède le label ville fleurie, trois fleurs lui ont été attribuées par le conseil national des villes et villages fleuris de France dans le cadre du concours des villes et villages fleuris.
La commune est située dans les zones de protection spéciale vallée de la Loire du Loiret et forêt d'Orléans du réseau Natura 2000.

### Héraldique
| Blason de Châteauneuf-sur-Loire | Les armes de Châteauneuf-sur-Loire se blasonnent ainsi : D'argent à trois lézards montants de sinople. |